# Eiserne Garde

Variante der Parteiflagge

Die Eiserne Garde (rumänisch Garda de Fierⓘ) war eine faschistische Bewegung und politische Partei im Königreich Rumänien, deren Ideologie von radikalem Antisemitismus, mystisch-orthodoxem Fundamentalismus und großrumänischem Ultranationalismus geprägt war. Mit ihren 250.000 Mitgliedern war sie zeitweise die drittgrößte faschistische Bewegung Europas nach dem PNF in Italien und der  NSDAP im Deutschen Reich.
Gegründet wurde die Legion Erzengel Michael (Legiunea Arhanghelului Mihail, wörtlich „Legion des Erzengels Michael“) 1927 von Corneliu Zelea Codreanu als anfangs kleiner, fanatischer Zirkel. Von etwa 1933 bis 1938 entwickelte sie sich zur Massenbewegung, auch Legionärsbewegung (Mișcarea Legionară) genannt. Unter der autoritären Königsdiktatur Carols II. wurde die Bewegung massiv unterdrückt, zahlreiche Führungsmitglieder fielen dem zum Opfer – unter anderem Codreanu selbst.
Von Anfang Juli 1940 bis Anfang September 1940 beteiligte sich die Eiserne Garde erstmals an einer rumänischen Regierung; am 3. September 1940 versuchte sie unter ihrem nunmehrigen Führer Horia Sima einen Putsch gegen Carol II., der in dieser Lage General Ion Antonescu am 4. September zum Ministerpräsidenten mit unbeschränkten Vollmachten ernannte. Mit der Unterstützung der Eisernen Garde zwang Antonescu Carol II. am 6. September zum Thronverzicht und errichtete eine faschistische „nationallegionäre“ Diktatur, die Rumänien fest an die Seite der Achsenmächte führte. Als die Eiserne Garde im Januar 1941 auch gegen Antonescu zu putschen versuchte, kam es zum Bruch mit dem „Staatsführer“, der die Bewegung nach der blutigen Niederschlagung des Aufstandes praktisch verbot.
Nach dem Staatsstreich vom 23. August 1944 und dem Wechsel Rumäniens auf die Seite der Anti-Hitler-Koalition bildete Sima mit deutscher Unterstützung eine rumänische Exilregierung, die sich am 10. Dezember 1944 in Wien konstituierte, aber zum Kriegsende 1945 zerfiel.
Die Ideologie der Bewegung wird von manchen Historikern dem Klerikalfaschismus zugeordnet; sie war wesentlich von mystischen Elementen geprägt; ihre Anhänger fühlten sich meist der Rumänisch-Orthodoxen Kirche fest verbunden.

## Bezeichnungen
Die offizielle Bezeichnung der Eisernen Garde lautete von der Gründung 1927 an „Legion des Erzengels Michael“ (Legiunea Arhanghelul Mihail), vereinfacht auch „Legionärsbewegung“ (Mișcarea Legionară). Der Begriff „Eiserne Garde“ (Garda de Fier) wurde 1930 von der Führung der Legionärsbewegung eingeführt; er bezeichnete zunächst eine Gruppe, die einen (von der Regierung schließlich verbotenen) Marsch durch die Provinz Bessarabien unternehmen sollte. Dazu waren auch antisemitisch und antikommunistisch eingestellte Rumänen aufgerufen, die nicht der Legionärsbewegung angehörten. „Eiserne Garde“ bezeichnete somit eigentlich eine Art Dachorganisation; Codreanu verwendete den Begriff in den kommenden Jahren noch im Zusammenhang mit Wahlkampagnen. Ab etwa 1933 kam „Eiserne Garde“ als Eigenbezeichnung in offiziellen Publikationen kaum noch vor; Codreanu sprach und schrieb fast durchgängig von „Legionärsbewegung“. Auf Werbematerialien (Plakaten u. a.) tauchte jedoch auch später noch „Eiserne Garde“ auf. Dieser eingängigere und einfachere Begriff wurde von der rumänischen und der ausländischen Presse, aber auch von den rumänischen Sicherheitsorganen aufgegriffen und in der wissenschaftlichen Literatur bis heute synonym, teils sogar vorrangig vor „Legionärsbewegung“ verwendet. Die Mitglieder dieser Bewegung wurden als „Legionäre“ bezeichnet, in Bezug auf die „Eiserne Garde“ auch „Gardisten“.
Nach wiederholten Verboten kehrte die Legionärsbewegung bzw. die Eiserne Garde unter anderen Namen auf die politische Bühne zurück, so 1931/32 bei Parlamentswahlen als „Gruppe Corneliu Zelea Codreanu“ (Gruparea Corneliu Zelea Codreanu) und 1935 als „Alles für das Vaterland“ (Totul pentru Țară).

## Politischer Hintergrund

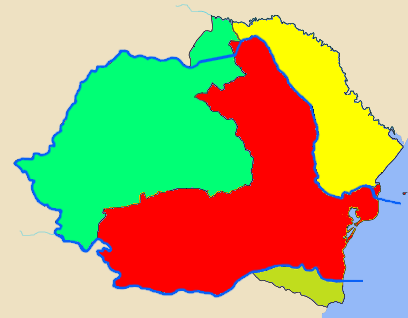
Großrumänien mit den Gebietsgewinnen (gelb, grün und grünbraun) nach dem Ersten Weltkrieg

Rumänien hatte – trotz eigener militärischer Niederlage – im Ersten Weltkrieg auf der Seite der Siegermächte gestanden und durch die Verträge von Saint-Germain (Bukowina), Trianon (u. a. Siebenbürgen, Teile des Banat) und Neuilly (Süddobrudscha) einen enormen Gebietszuwachs erzielt. Hinzu kam ohne Vertrag Bessarabien, das sich Rumänien infolge der Wirren des Russischen Bürgerkrieges aneignen konnte. Auf der anderen Seite führten die neue Ordnung und neuen, großrumänischen Grenzen des zentralistisch verwalteten Staates zwangsläufig zu Spannungen mit den Nachbarn sowie zu Problemen mit den zahlreichen nationalen Minderheiten, besonders mit den Ungarn Siebenbürgens und den Ukrainern bzw. Russen in Bessarabien. Dies wiederum zog eine Zunahme nationalistischer Strömungen in der rumänischen Mehrheitsbevölkerung nach sich. Hinzu kam, dass – entgegen einer weit verbreiteten antisemitischen Grundstimmung unter vielen Rumänen – im Jahr 1923 eine liberale Verfassung verabschiedet wurde, die den Juden Rumäniens die Staatsbürgerschaft des Landes zuerkannte. In den Pariser Vorortverträgen hatte sich Rumänien hierzu verpflichten müssen. Der Antisemitismus hatte insbesondere in intellektuellen Kreisen Rumäniens eine Tradition seit dem 18./19. Jahrhundert, als viele Juden aus dem benachbarten Galizien eingewandert waren. Zu den bedeutendsten Antisemiten gehörten der Nationaldichter Mihai Eminescu
(1850–1889) und später der Historiker Nicolae Iorga (1871–1940).
Das politische System befand sich in Rumänien in den Jahren zwischen den Weltkriegen in einem Zustand anhaltender Instabilität. Erst nach dem Ersten Weltkrieg war das allgemeine (Männer-)Wahlrecht eingeführt worden. Kabinette und Ministerpräsidenten wechselten oft im Abstand weniger Monate.
Formal eine konstitutionelle Monarchie mit parlamentarischer Demokratie, lag die wirkliche Macht in der Hand relativ kleiner, korrupter, sich gegenseitig aus wirtschaftlichen Interessen bekämpfender Eliten. Der Einfluss des Wahlvolkes auf das gesellschaftspolitische Geschehen war minimal. Regierungen wurden vor den Wahlen vom König ernannt – was diesem und seinen Beratern erheblichen Einfluss verschaffte – und organisierten dann die Wahlen mit Hilfe der von ihnen selbst eingesetzten Präfekten in den Kreisen des Landes. Durch dabei angewandte Manipulationen (Verteilung von Geschenken – vor allem Lebensmitteln und Alkohol – aus öffentlichen Mitteln an die arme, demokratieunerfahrene, häufig analphabetische Landbevölkerung), psychischen Druck und Betrug (z. B. durch Verhinderung der Wahl in „ungünstigen“ Gebieten mit Hilfe des Kriegsrechts oder von Quarantäneverordnungen, aber auch durch simple Fälschungen bei der Auszählung) schaffte es die jeweils eingesetzte Regierung mit Ausnahme von 1937 immer, mindestens 40 % der Stimmen zu erreichen, was ihr nach geltendem Wahlrecht einen Bonus von 50 % der Mandate bescherte. Dies führte zu einer starken Unterrepräsentierung der Opposition im Parlament, begünstigte aber auch Flügelkämpfe und Spaltungen auf der Seite der jeweiligen Regierungspartei. Diese wurde meist von der Nationalliberalen Partei, zwischenzeitlich (von 1928 bis 1933) überwiegend von der Bauernpartei gestellt. Wahlkämpfe waren regelmäßig von Schlägereien und anderen Auseinandersetzungen zwischen den Anhängern nicht nur extremistischer, sondern auch der etablierten Parteien geprägt.

## Weltanschauliche Positionen

Variante der Parteiflagge

Die Ideologie der Legionärsbewegung wird von den meisten Historikern als faschistisch eingeordnet. Kern ihres Weltbildes war ein extremer Antisemitismus in Verbindung mit Antikommunismus und einer im Mystischen verhafteten Religiosität. Gemäß der Meinung Codreanus, der die Weltsicht der Legionäre ganz wesentlich prägte, trachtete die jüdische Minderheit danach, nach einem abgestimmten Plan die Rumänen sowie andere Völker zu unterdrücken und zu versklaven. Liberale Presse, Demokratie und insbesondere den Kommunismus sah er als Mittel der Juden, um dies zu erreichen. Kommunismus und Judentum betrachtete er dabei als weitgehend synonym.
Die Juden (und die angeblich von den Juden korrumpierten rumänischen Eliten) wurden von ihm für praktisch alle Probleme des Landes verantwortlich gemacht. Ihnen schrieb er alle denkbaren negativen Charaktereigenschaften zu. In Verbindung mit der von ihm befürchteten „jüdischen Infiltration“ postulierte er eine auf Rumänien bezogene Blut-und-Boden-Ideologie. Aus den genannten Ansichten ergab sich eine schroffe Ablehnung der Demokratie und von Mehrheitsentscheidungen. Dies hielt Codreanu – ähnlich wie z. B. auch Hitler – nicht davon ab, sich auf rechtsstaatliche Prinzipien zu berufen, wenn es ihm opportun erschien.
Ein wesentlicher Unterschied zu anderen faschistischen Bewegungen lag in der tiefen religiösen Verwurzelung der Legionärsbewegung, konkret im rumänisch-orthodoxen Glauben. Bereits die offizielle Benennung nach dem Erzengel Michael sollte der Bewegung offenbar eine religiöse Legitimation verleihen.
Letztlich war es das Ziel Codreanus, „die Pseudo-Demokratie in Rumänien zu beseitigen und den rumänischen Staat durch eine autoritäre, im orthodoxen Christentum fest verwurzelte Führung zu erneuern.“ Diese Führung sollte durch eine entschlossene, moralisch saubere Elite erfolgen, die sich durch Kooptation erneuert. Gleichzeitig sollte die Monarchie in Rumänien erhalten bleiben. Ansonsten blieb offen, wie das durch einen legionären Sieg erneuerte Rumänien aussehen sollte.

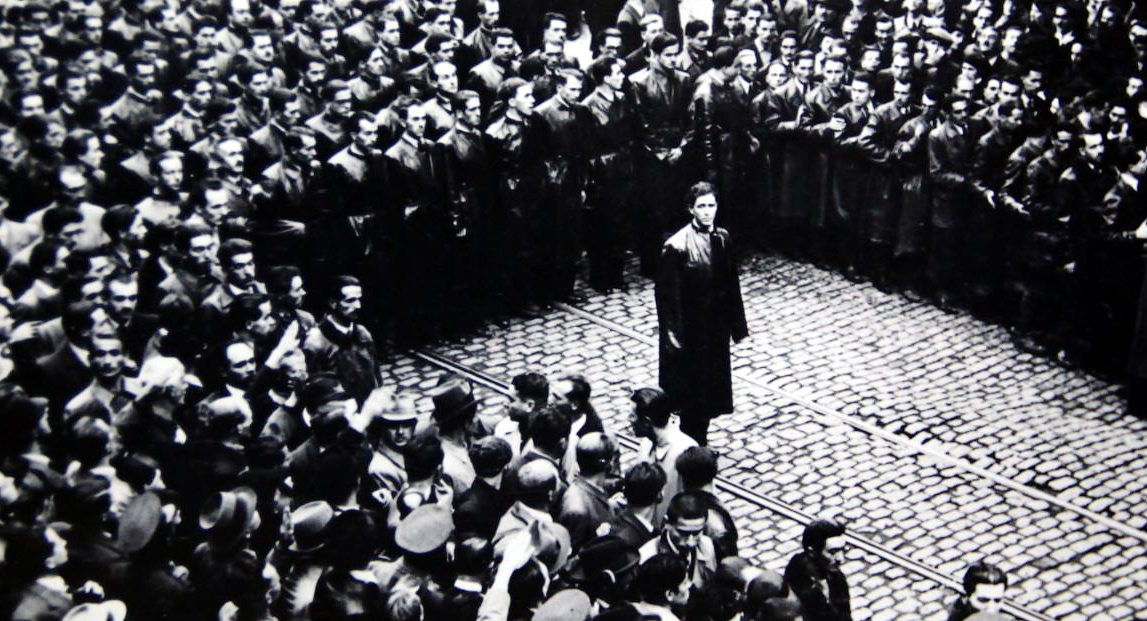
Codreanu bei einer Kundgebung der Legionärsbewegung in Bukarest (1937)

Codreanu sah seine Legionärsbewegung als eine „große spirituelle Schule, die die rumänische Seele ändern und revolutionieren“ sollte. Das Ergebnis dieser Revolution sei die Entstehung eines „Neuen Menschen“, eines geistig und moralisch neuen Individuums, das in der Lage sei, die rumänische Nation wieder auferstehen zu lassen. Die Juden beherrschten nach Meinung Codreanus die rumänische Nation und könnten dies nur durch das moralische Versagen der ethnischen Rumänen und durch die damit zusammenhängende Korruption ihrer politischen Klasse. Daraus folgte für ihn, dass das politische Leben nicht durch politische Parteiprogramme gebessert werden könne, solange die Rumänen nicht moralisch vollendet seien durch die Hinwendung zur christlichen Moral, zu Disziplin und zur Vaterlandsliebe. Codreanu schrieb: „Ein neuer Staat setzt zuallererst und unbedingt eine neue Art Mensch voraus.“
Codreanu selbst wurde von seinen Anhängern als eine Art Heiliger verehrt und ließ sich von ihnen als einen Prototyp des „Neuen Menschen“ darstellen, wozu nicht nur die erwähnten geistigen und moralischen Prinzipien, sondern auch Kategorien wie „Schönheit“ und „männliche Stärke“ gehörten. Sein späterer Nachfolger Horia Sima schrieb 1936 nach der Teilnahme an einer von Codreanu geleiteten Unterweisung: „Man konnte glauben, eine Szene der Heiligen Schrift zu erleben: Christus spricht am Ufer zur Menge.“ Diese Verklärungen wurden durch örtlich starke Verbindungen der Legionärsbewegung zur Rumänisch-Orthodoxen Kirche befördert. Bei den Parlamentswahlen von 1937 waren von den 103 Kandidaten, die für Codreanus Partei „Alles für das Vaterland“ antraten, 33 Priester. Insgesamt scheint insbesondere der niedere Klerus empfänglich für Codreanus Ideen gewesen zu sein.
Allerdings dürfen die Verbindungen zwischen der Legionärsbewegung und der Rumänisch-Orthodoxen Kirche nicht überschätzt werden. So beklagte sich Codreanu anlässlich einer Wahl, dass die große Mehrheit der Priester seiner Bewegung feindlich gegenüberstehe. Die ranghöchsten kirchlichen Würdenträger, die die Legionärsbewegung unterstützten, waren die Metropoliten von Siebenbürgen, Nicolae Bălan, und von Bessarabien, Gurie Grosu.
Auch Intellektuelle schrieben Codreanu metaphysische Eigenschaften zu. So äußerte der Sozialwissenschaftler Traian Herseni: „Hunderte und tausende Jahre haben seine Geburt vorbereitet. Weitere hunderte und tausende Jahre werden nötig sein für die Erfüllung seiner Gebote. Aber die Gegenwart des Führers bildet von nun an die unerschütterliche Garantie, dass am Ende des Weges, den er beschreitet, die Ewige Stadt der Erlösung der Rumänen erreicht werden wird.“
Ähnlich dem Faschismus in anderen europäischen Ländern etablierte Codreanu auch in seiner Bewegung einen ausgiebigen Opfer- und Märtyrerkult. „Leiden“, „Opfer“, „Schmerz“, „Tod“, „Kampf“ und dergleichen waren immer wiederkehrende Motive in den schriftlichen Unterweisungen Codreanus für seine Anhänger. Insbesondere in der Anfangsphase der Bewegung wurden die mystischen Elemente in den Vordergrund gerückt und negativ besetzten Begriffen wie „Politik“ und „Partei“ gegenübergestellt. So schrieb Codreanus Vertrauter Ion Moța 1927: „Wir machen keine Politik und haben keinen einzigen Tag Politik gemacht. Wir haben eine Religion, wir sind die Sklaven eines Glaubens. In seinem Feuer verzehren wir uns, und beherrscht von ihm zur Gänze, dienen wir ihm bis zur letzten Kraft.“
Ihre soziale Basis hatte die Legionärsbewegung vor allem unter Studenten und Bauern. Ab Anfang bis Mitte der 1930er Jahre sympathisierten auch große Teile der Intellektuellen mit ihr. Dazu gehörten die Philosophen Nae Ionescu, Constantin Noica und Emil Cioran, der Religionswissenschaftler Mircea Eliade oder der Theologe und Schriftsteller Nichifor Crainic. In dieser Zeit unterstützten auch einige wohlhabende Unternehmer die Legion. Dies war wegen der damit verbundenen Erweiterung der finanziellen Spielräume von besonderer Bedeutung. Ein wichtiger Förderer war zeitweise Prinz Nicolae, der Bruder des Königs. Auf dem Höhepunkt ihrer Bedeutung – 1936/38 sowie 1940/41 – stützte sich die Führung besonders auf das in den Städten leicht zu mobilisierende Proletariat.
Die Weltanschauung Codreanus prägte die Legionärsbewegung während ihrer ganzen Existenz bis zum Ende des Zweiten Weltkrieges. Antisemitismus und Antikommunismus waren und blieben die zentralen Inhalte. Tendenziell ist jedoch eine im Zeitverlauf zunehmende Variabilität zu konstatieren. Anfänglich teilten fast alle Anhänger Codreanus mystische, religiös-orthodoxe Sichtweise. Mit zunehmendem Wachstum der Bewegung und dem Erschließen neuer Schichten – Bauern, vor allem aber Arbeiter – rückten sozialrevolutionäre Gedanken in den Vordergrund, deren Träger Codreanus Mystizismus und Religiosität allenfalls ansatzweise nachvollziehen konnten.

## Geschichte

### Vorgeschichte der Legionärsbewegung
Die Entstehung der Eisernen Garde (Legionärsbewegung) ist untrennbar verbunden mit der Person von Corneliu Zelea Codreanu. Dessen Vater Ion Zelea Codreanu gehörte zusammen mit Alexandru C. Cuza und Nicolae Iorga bereits vor dem Ersten Weltkrieg zu den bekanntesten nationalistischen und antisemitischen Politikern. Als Corneliu Zelea Codreanu im Jahr 1919 nach Iași zog, um Jura zu studieren, kam er in engeren Kontakt mit seinem Paten Cuza, der an der dortigen Universität als Professor für Wirtschaftswissenschaften tätig war. Anfang März 1923 gründete Cuza die „Liga Apărării Național Creștine“ (LANC, Liga zur Christlich-Nationalen Verteidigung) und benutzte das Hakenkreuz als deren Symbol. Codreanu stellte sich in seinen Memoiren als die treibende Kraft bei der Parteigründung dar. Er begann im Auftrag Cuzas, in ganz Rumänien die neue Partei zu organisieren, die zunächst jedoch nicht über wesentlichen politischen Einfluss verfügte.
Codreanu wurde in den Jahren 1923 bis 1924 wegen der Teilnahme an antisemitischen Ausschreitungen, wegen Beteiligung an einer Verschwörung mit dem Ziel der Ermordung politischer Gegner und wegen der Ermordung des Polizeipräsidenten von Iași mehrfach verhaftet. In den beiden letztgenannten Fällen kam es zu Gerichtsverfahren, bei denen er von sympathisierenden oder durch seine Anhänger eingeschüchterten Richtern bzw. Geschworenen jeweils freigesprochen wurde.
Im Mai 1927 – während Codreanu zum Studium in Grenoble (Frankreich) weilte – begannen Flügelkämpfe innerhalb der von Cuza geführten LANC, begleitet von heftigen persönlichen Anfeindungen in der Führungsspitze bis hin zu der in diesem Milieu schlimmsten Beleidigung, von Juden gekauft worden zu sein. Codreanu reiste nach Rumänien zurück, konnte die Spaltung der Partei aber nicht mehr vermeiden. Hierfür machte er in erster Linie die mangelnden Führungsqualitäten Cuzas verantwortlich. Er beschloss daraufhin, eine eigene Organisation zu gründen. Es gelang ihm jedoch nicht, die Mehrheit der LANC-Mitglieder auf seine Seite zu ziehen; auch die meisten Studenten blieben zunächst Anhänger Cuzas, so dass Codreanu recht isoliert war. Das Schisma zwischen Codreanus Legionärsbewegung und Cuzas LANC sollte beide Organisationen für das gesamte nächste Jahrzehnt prägen. Wiederholt scheiterten Versöhnungsversuche; es kam zu gegenseitigen Beleidigungen und zu gewaltsamen Auseinandersetzungen.

### Die Ära Codreanu (1927–1938)

#### Gründung der Legion Erzengel Michael (1927)

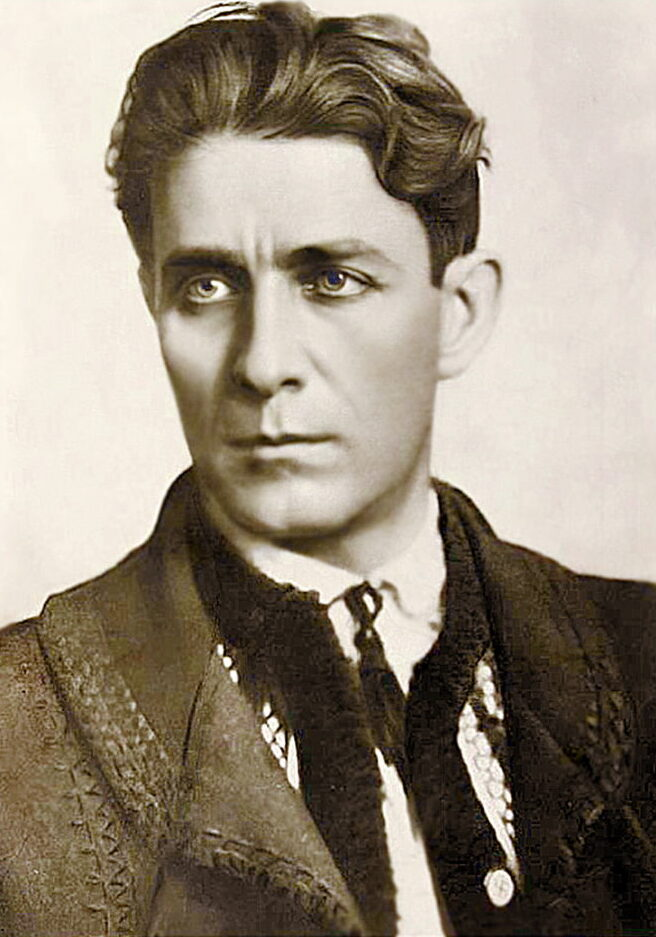
Corneliu Zelea Codreanu

Die Gründung der neuen Organisation erfolgte durch Codreanu am 24. Juni 1927 in Iași gemeinsam mit etwa 20 Mitstreitern. Dazu gehörten Codreanus Mitverschwörer des Jahres 1923. Mit seinem ersten Befehl setzte er sich als Führer (Căpitan, wörtlich „Kapitän“ oder „Hauptmann“) der Bewegung ein. „Căpitan“ wurde in der Legion die geläufige Bezeichnung Codreanus. Dieser nannte seine neue Bewegung „Legion des Erzengels Michael“ (Legiunea Arhanghelului Mihail). Der Name ging auf ein Bild des Erzengels Michael zurück, das in der Kapelle des als Gefängnis dienenden Bukarester Klosters Văcărești angebracht war. In diesem Gefängnis hatten Codreanu und seine Mitverschwörer 1923/24 ihre Untersuchungshaft verbracht. Das Bild hatte Codreanu Trost gespendet und ihn so sehr beeindruckt, dass er sich entschloss, seine Bewegung nach ihm zu benennen.

#### Die Legionärsbewegung als elitärer Kreis (1927–1929)
Codreanu führte seine Legion anfangs weniger wie eine politische Kraft, sondern mehr wie einen elitären religiösen Orden. Er setzte zunächst eine Obergrenze der Mitgliederzahl fest, 50 pro Kreis und 3.000 insgesamt. Ein schriftlich fixiertes Programm gab es nicht; das Programm war laut Codreanu „mein kämpferisches Leben und die heldische Haltung meiner Kameraden, die mit mir im Gefängnis gelitten hatten“. Die Bewegung sollte „in erster Linie eine Schule und eine Armee und nicht eine politische Partei“ sein. Von Beginn an spielten mystische Elemente in der Bewegung eine wesentliche Rolle. Jedes neue Mitglied der Legionärsbewegung hatte einen Eid zu leisten. Anlässlich dessen erhielt es ein kleines Säckchen, das mit Erde von Schlachtfeldern aus der rumänischen Geschichte gefüllt war und das der Betreffende von nun an ständig auf der Brust tragen sollte. Auch mussten die Mitglieder der Gruppe abwechselnd das Bild des Erzengels Michael bewachen, das in ihrem selbsterrichteten Haus – dem „Kulturheim“ in Iași – angebracht war. Dieses Gebäude war in den ersten Jahren das Hauptquartier der Bewegung; um dessen Besitz führten die Legionäre mehrjährige juristische und gewalttätige Auseinandersetzungen mit den Anhängern Cuzas.
Von seinen Mitstreitern verlangte Codreanu absoluten Gehorsam. Dies reichte bis zu Vorschriften über das Verhalten in der Öffentlichkeit oder das Verbringen der Freizeit. Im Hinblick auf Organisationsfragen vertrat Codreanu uneingeschränkt das Prinzip von Führer und Gefolgschaft, wobei er auch in seinen schriftlichen Äußerungen keinen Zweifel daran ließ, dass er sich als Führer seiner Bewegung sah. Die lokale Basis der Legionärsbewegung bestand aus „Nestern“ (Nest = rumänisch cuib). Neben den aus Männern bestehenden Nestern gab es später auch Frauen-, Jugend- und Kindernester, auch letztere getrennt nach Geschlecht. Ein Nest bestand aus 3 bis 13 Mitgliedern und hatte sich an sechs Regeln zu halten: Disziplin, Arbeit, Stille (Verschwiegenheit), gegenseitige Hilfe, Ehre und Bildung. Letztere wurde nicht als akademischer Wissenserwerb, sondern als Unterweisung in christlicher Moral, spirituellem Wachstum und Pflege des Nationalbewusstseins gesehen. Die Struktur der Nester und die Abläufe der Nesttreffen wurden von Codreanu genau festgelegt; die Sitzung sollte unter anderem aus Liedern, Gebet und Totengedenken bestehen. Jedes Nest hatte einen Kommandanten, einen Korrespondenten, einen Kassenwart und einen Kurier. Es traf sich in der Regel einmal wöchentlich, samstags am Abend.
Zusätzlich zu den Nesttreffen rief Codreanu in unregelmäßigen Abständen „Schlachten“ aus, die dem gemeinsamen Erreichen eines bestimmten Zieles dienen sollten (beim Wahlkampf, zur Werbung von Zeitungsabonnenten, aber auch z. B. Auftreiben von Geld durch Schrottsammlungen). Um seine Anhänger zu motivieren, erstellte und veröffentlichte er Listen, in denen die am meisten und am wenigsten erfolgreichen Nester aufgeführt waren. Jedes Nest besaß eine Fahne, an denen erfolgreich absolvierte „Schlachten“ in Form von Sternen kenntlich gemacht wurden.
Innerhalb der Legion kommunizierte Codreanu vor allem über die streng hierarchisch ausgerichtete Befehlskette. Zudem schrieb er von 1927 bis 1938 insgesamt 148 Rundbriefe (Circulari). Ab August 1927 wurde die erste Zeitschrift „Pământul Strămoșesc“ (Erde der Ahnen) herausgegeben, die zweimal monatlich erschien.
Die Ansichten Codreanus und seiner Mitstreiter, der in der damaligen rumänischen Gesellschaft weitverbreitete Antisemitismus sowie die gesellschaftlichen Umstände bescherten der Legionärsbewegung einen zunächst langsamen, aber stetigen Zulauf. Am 3. und 4. Januar 1929 fand in Iași das erste Treffen der Nestführer aus dem ganzen Land statt. Gleichzeitig bildete Codreanu als Leitungsgremium einen „Legions-Senat“, dem einige wenige von Codreanu ausgewählte, mindestens 50-jährige, aus seiner Sicht zuverlässige und untadelige Legionäre angehörten. Eine wichtige Untersektion der Legionärsbewegung waren die „Kreuzbrüderschaften“ (Frățiile de Cruce), eine Art Jugendorganisation, in der ältere Schüler, besonders Gymnasiasten, für die Gemeinschaft gewonnen werden sollten.

#### Popularisierung der Legionärsbewegung und Gründung der „Eisernen Garde“ (1929–1932)
Ende 1929 entschloss sich Codreanu, den „politischen Weg“ zu beschreiten und seine Ansichten aktiv im Volk zu verbreiten. Dies begründete er damit, dass dies die einzige vom Gesetz her gegebene Möglichkeit war, die ihm eine „staatliche Handhabe zur Lösung der Judenfrage“ bot. Der Entschluss korrelierte zeitlich mit der Zunahme sozialer Spannungen durch die auch Rumänien erreichende Weltwirtschaftskrise. Codreanu organisierte eine Reihe von Märschen in verschiedenen Gegenden des Landes, zuerst ab dem 15. Dezember in der Umgebung von Berești in der Moldau, über die Weihnachtstage um Luduș in Siebenbürgen und ab dem 26. Januar 1930 bei Cahul in Bessarabien. Diese Provinz galt wegen ihres hohen Einwohneranteils an Nichtrumänen (Ukrainer, Russen und Juden) als potentieller Unruheherd und befand sich dauerhaft im Ausnahmezustand, so dass die Polizeibehörden keine öffentlichen Veranstaltungen dulden wollten und die Legionäre zum Abzug zwangen. Dies wurde von Codreanu als „schwere Niederlage“ erlebt. Er wurde im Innenministerium vorstellig und erhielt die Erlaubnis für eine Kundgebung in Cahul, die dann am 10. Februar mit (nach Codreanus Angaben) ca. 20.000 Teilnehmern stattfand.
Abgesehen von diesen größeren Veranstaltungen ritt Codreanu bei diesen Märschen an der Spitze seines Gefolges von Dorf zu Dorf und hielt in den Orten jeweils kurze Versammlungen ab. Er setzte seine charismatische Ausstrahlung bewusst für seine Zwecke ein und verstärkte sie durch den Einsatz verschiedener Riten, z. B. indem er in die von ihm besuchten Dörfer auf einem weißen Pferd einritt. Teilweise nahmen bei diesen und bei späteren Märschen örtliche Geistliche in offizieller Funktion an Zeremonien der Legionärsbewegung teil. Vereinzelt wurde Codreanu sogar auf Ikonen abgebildet und von Gläubigen als Abgesandter des Erzengels Michael angesehen.
In Vorbereitung auf einen großen, im Juli 1930 geplanten Propagandamarsch durch Bessarabien gründete Codreanu am 13. April 1930 die „Eiserne Garde“. Sie sollte eine Organisation sein, der außer den Legionären auch andere antikommunistische und antisemitische Jugendgruppen angehören. Zunächst von den Behörden akzeptiert, wurde der Marsch von Innenminister Alexandru Vaida-Voevod wenige Tage vor dem geplanten Beginn verboten. Fast gleichzeitig kam es in der Stadt Borșa in der Maramureș zu Ausschreitungen, nachdem Codreanu einige seiner Vertrauten dorthin geschickt hatte, um „die Bauern zu organisieren“. Während die ausländische Presse darüber berichtete, dass eine aufgeputschte Menge die Häuser von Juden angezündet hätte, behauptete Codreanu, letztere hätten die Stadt selbst in Brand gesteckt, um die Schuld den Rumänen zuzuschieben. Ebenfalls in diesen Tagen – am 21. Juli 1930 – unternahm eine Gruppe von Studenten ein (gescheitertes) Attentat auf den Staatssekretär im Innenministerium, Constantin Angelescu. Diese Gruppe gehörte offenbar nicht der Legionärsbewegung an und handelte nicht in ihrem Auftrag. Legionäre brachten jedoch in Bukarest Plakate an, die Sympathie mit den Absichten der Attentäter andeuteten und missliebige Journalisten mit dem Tod bedrohten. Codreanu kündigte außerdem an, dass er den Attentäter als Rechtsanwalt verteidigen wolle. Er wurde im Zuge dieser Ereignisse erneut verhaftet unter dem Vorwurf, dass die von ihm verbreiteten Manifeste zu Unruhen und Verbrechen aufreizen würden. Am 30. August erfolgte jedoch wie bei seinen früheren Prozessen ein Freispruch. Nach einem weiteren Attentat – diesmal auf einen Zeitungsverleger – durch ein mutmaßliches Mitglied der Legionärsbewegung erfolgte die nächste Verhaftung Codreanus Anfang Januar 1931. In diesem Zusammenhang wurde die Eiserne Garde erstmals verboten, Codreanu jedoch am 27. Februar wieder freigesprochen.
Am 23. März 1932 kam es in Iași zu schweren Zusammenstößen zwischen der Legionärsbewegung nahestehenden Studenten und Ordnungskräften. Dabei wurden eine Synagoge und jüdische Geschäfte verwüstet. Im Zuge der Belagerung eines Studentenheimes wurden sowohl von der Polizei als auch von Studenten Schusswaffen eingesetzt. Wenige Tage später wurde die Eiserne Garde erneut verboten.
Ab 1931 beteiligte sich die Legionärsbewegung an Wahlen. Codreanu, der an sich die parlamentarische Demokratie ablehnte, erläuterte dies seinen Anhängern als einzig gangbaren Weg zum „Sieg“. Ein typisches von den Legionären eingesetztes Mittel bei Wahlkämpfen waren Märsche ihrer Anhänger von Dorf zu Dorf oder durch Städte. Dort wurden Reden gehalten und nationalistische Lieder gesungen. Diese Märsche waren sehr ausgedehnt und anstrengend; sie sollten neben dem propagandistischen Ziel auch dem Zweck dienen, die physische Ausdauer der Teilnehmer zu verbessern. Nachdem die statt der verbotenen „Eisernen Garde“ antretende „Gruppe Zelea Codreanu“ bei den Parlamentswahlen im Juni 1931 noch an der damals gültigen Zweiprozenthürde gescheitert war, gelang Codreanu persönlich bei einer Nachwahl einige Wochen später der Einzug ins rumänische Parlament. Die Eiserne Garde passte sich den Gepflogenheiten der Wahlkämpfe an und beantwortete die Schikanen der Polizei und den Einsatz von Schlägertrupps durch andere Parteien mit brutaler Gegengewalt. Im Juli 1932 gelang es der Eisernen Garde erstmals, bei einer landesweiten Wahl die Zweiprozenthürde zu überwinden und mit fünf Abgeordneten ins Parlament einzuziehen, obwohl die geringen finanziellen Mittel ihr nur erlaubten, in 36 von 82 Kreisen Kandidatenlisten einzureichen.

#### Eskalierende Gewalt – Mord an Ministerpräsident Duca (1933–1934)
Im Jahr 1933 – nach der Machtübernahme Hitlers in Deutschland – erlebte die Eiserne Garde einen spürbaren Aufschwung. Die Mitgliederzahl nahm sprungartig zu. Das Aktionsgebiet, das bisher weitgehend auf die Moldau, die Bukowina und das südliche Bessarabien begrenzt war, dehnte sich nun auf das ganze Land aus. Sichtbares Zeichen dafür war die durch die Legionäre selbst umgesetzte gemeinschaftliche Errichtung eines zentralen Hauptquartiers in Bukarest: das „Haus für verletzte Legionäre“, bald umbenannt in „Grünes Haus“, nach dem Vorbild des „Braunen Hauses“ in München. Der Bau des „Grünen Hauses“ zog sich bis 1937 hin. Ebenfalls 1933 bekam die Legionärsbewegung ein Grundstück im südlichen Zentrum Bukarests von einem einflussreichen Förderer zur Verfügung gestellt, dem General und Veteran des Ersten Weltkrieges, Gheorghe Cantacuzino-Grănicerul. Hier errichteten die Legionäre den „Legionären Palast“ als Parteisitz; er wurde gleichfalls 1937 eingeweiht. Der Umzug nach Bukarest brachte insbesondere Codreanu in Kontakt mit einflussreichen Persönlichkeiten, die sich im verworrenen Beziehungsgeflecht der hauptstädtischen Elite auskannten und damit neue politische und finanzielle Möglichkeiten eröffneten. Die wichtigste Person davon war Cantacuzino-Grănicerul, zu dem Codreanu ein enges Verhältnis entwickelte und der über Beziehungen praktisch zur gesamten rumänischen Führungsspitze bis hin zum König Carol II. verfügte.
Ab 1933 war das äußerliche Erkennungsmerkmal der Bewegung ein grünes Hemd, was vermutlich den braunen Hemden der SA nachempfunden war. Wiederholt untersagten die Behörden das Tragen von Uniformen; Codreanu forderte dann in der Regel seine Anhänger auf, dieses Verbot zu befolgen, um keinen Anlass für weitere Verfolgungen zu geben.
Das wachsende Selbstbewusstsein der Eisernen Garde forderte Gegenmaßnahmen der rumänischen Behörden heraus, was zu zunehmender Straßengewalt führte. Dabei hatten die Legionäre ihre ersten Toten zu beklagen. Am 9. Dezember 1933 erklärte der neu ernannte Ministerpräsident Ion Duca von der Nationalliberalen Partei die Eiserne Garde erneut für aufgelöst, diesmal verbunden mit dem Verbot, an den Parlamentswahlen Ende des Monats teilzunehmen. Codreanu wies seine Anhänger an, die Repressalien hinzunehmen, und legte fest, in welchem Teil des Landes bestimmte andere Kandidaten zu wählen seien. Dessen ungeachtet ermordeten am Abend des 29. Dezember drei Legionäre auf dem Bahnhof von Sinaia den Ministerpräsidenten Duca. Sie ließen sich anschließend widerstandslos festnehmen. Die Regierung verhängte den Ausnahmezustand; in den Folgemonaten wurden rund 18.000 Mitglieder der Legionärsbewegung zumindest zeitweilig verhaftet. Codreanu tauchte zunächst unter – ironischerweise bei einer Verwandten von Elena Lupescu, der im Volk und bei den Legionären verhassten Mätresse des Königs –, stellte sich aber den Behörden wenige Tage vor Beginn des Prozesses gegen die Mörder Ducas.

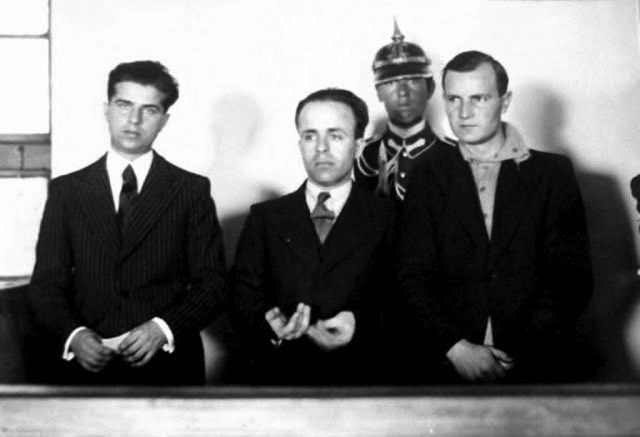
Die Mörder Ducas vor Gericht

Die Attentäter erhielten lebenslange Haftstrafen; die Führungsspitze der Eisernen Garde (etwa 50 Personen) einschließlich Codreanus wurde freigesprochen. Einige Indizien sprechen dafür, dass diese Freisprüche auf Interventionen des Königs Carol II. zurückgehen. Nur wenige Wochen später paradierten Legionäre vor dem Königspalast, wo Carol die Hand zum römischen Gruß erhob. Ob Codreanu den Mord angeordnet hatte oder von den Plänen zumindest wusste, blieb ungeklärt; es wird aufgrund der hierarchischen Struktur der Legionärsbewegung jedoch als wahrscheinlich angesehen. Er erinnerte seine Anhänger in den Folgejahren immer wieder wohlwollend an die drei Attentäter, zeichnete sie später (1937) mit symbolischen Beförderungen aus und billigte ihre kulthafte Verehrung.
Die Legionärsbewegung und die Eiserne Garde blieben offiziell durchgängig bis 1940 verboten. Codreanu klagte gegen das Verbot; der Prozess wurde jedoch immer wieder vertagt. Aus dem Gefängnis heraus ließ Codreanu Anfang Juni 1938 mitteilen, dass er die Klage gegen das Verbot zurückziehe.

#### Auf dem Weg zur Massenbewegung (1934–1937)
Ab 1934 änderten sich die Äußerungen der Legionärsführung – besonders Codreanus – zur Gewalt. Wurde diese bis dahin häufig offen propagiert, sollte sich Gewalt von nun an zunächst nur noch auf Selbstverteidigung beschränken; schließlich wies Codreanu immer wieder an, Gewalt seitens der Behörden passiv hinzunehmen und sich nicht provozieren zu lassen. Wiederholt bestrafte er Legionäre, die ohne seinen Befehl Gewalt angewendet oder damit gedroht hatten. Nicht alle Anhänger folgten dieser Linie widerspruchslos; auch führende Legionäre wie Alecu Cantacuzino oder Gheorghe Cantacuzino-Grănicerul drohten öffentlich mit der Ermordung politischer Gegner.
Codreanu versuchte in dieser Zeit, weitere gesellschaftliche Felder für seine Bewegung zu erschließen. Ab 1934 investierte er viel Energie in Arbeitslager, die nach von außen nicht nachvollziehbaren Kriterien von den Behörden teils geduldet, teils gewaltsam unterbunden wurden. So betrieb die Legionärsbewegung 1936 z. B. 71 solcher großen Arbeitslager, abgesehen von tausenden kleineren Projekten. Dabei wurden Kirchen, Gemeindesäle, Schulen, Straßen, Brücken, Schutzdämme oder von den Legionären betriebene Herbergen gebaut oder erneuert. Eine andere wichtige Aufgabe war, Bauern auf deren Feldern zu helfen. Auf dem Berg Rarău in der Bukowina sowie in Carmen Sylva am Schwarzen Meer entstanden Erholungsheime. Codreanu wollte mit diesen Lagern auch Gräben zwischen Bauern, Arbeitern und Intellektuellen überwinden und letztere den Wert körperlicher Arbeit lehren. In den Lagern waren strenge Disziplin und Sparsamkeit vorgeschrieben. Auch militärische Ausbildung gehörte zum Programm der Arbeitslager. Abends fand Unterricht statt, der auf die moralische und spirituelle Entwicklung der Teilnehmer abzielte. Im Zuge der Arbeitslager gewannen die Legionäre Kontakt zu den Einheimischen, indem diese sich an den Arbeiten beteiligten oder zur Verpflegung der Teilnehmer beitrugen; auch organisierten die Legionäre während der Lager Dorffeste, Chor- und Theateraufführungen. Die Bewegung wurde auch karitativ tätig, indem sie während der Ferien Kinder aus Bergmannsfamilien in ihr Lager in Carmen Sylva einluden, wo sie von legionären Frauen betreut wurden. Im „Grünen Haus“ in Bukarest versorgte die legionäre Frauenführerin Nicoleta Nicolescu mit ihren Helferinnen etwa 70 Waisen bzw. Kinder aus mittellosen Familien.
Die Arbeitslager waren für die Behörden in mehrerer Hinsicht eine Herausforderung: Erstens umgingen die Legionäre damit das (zeitlich und örtlich sehr verschieden streng durchgesetzte) Verbot ihrer Organisationen; zweitens erarbeiteten sich die Legionäre durch ihre karitativen Einsätze große Sympathien in der Bevölkerung; und drittens wurde dem Staat implizit dessen Versagen bei der Schaffung und Erhaltung der Infrastruktur vorgehalten. Am 5. September 1936 überfielen Polizisten in der Nähe von Predeal ein Lager von Legionären, die eine Grabstätte für gefallene rumänische Soldaten des Ersten Weltkrieges errichteten. Die Polizisten zerstörten die Anlage und zwangen die Legionäre zum Verlassen des Lagers.
Im Februar 1935 rief Codreanu als Nachfolgeorganisation der verbotenen Eisernen Garde im Hinblick auf kommende Wahlen die Partei „Alles für das Vaterland“ (Totul pentru Țară) ins Leben. Als Parteivorsitzenden ernannte er den General Gheorghe Cantacuzino-Grănicerul. Obwohl allen Beobachtern die Kontinuität zwischen der Eisernen Garde und der neuen Gründung klar war, wurde sie von den Behörden zunächst akzeptiert.
Der von Codreanu erstrebte „Neue Mensch“ spielte auch eine zentrale Rolle in seinen ökonomischen Überlegungen. Nach seiner Meinung hatten die Juden die Rumänen aus den wichtigsten wirtschaftlichen Positionen verdrängt. Am 29. September 1935 rief er eine „Schlacht für den legionären Handel“ ins Leben. Er behauptete – ähnlich den Nationalsozialisten in Deutschland –, nur der jüdische Handel sei profitorientiert. Dem stellte er einen „legionären“ oder „christlichen“ Handel gegenüber, der auf fairen Preisen, guter Qualität und Ehrlichkeit beruhen sollte. Auf dieser Basis entstanden in den nächsten Jahren Restaurants, Läden und Genossenschaften. Neben der Popularisierung legionärer Ideen und der Verdrängung jüdischer Unternehmer sollten diese Einrichtungen auch Geld für die Bewegung erwirtschaften. Dies gelang offenbar nicht; im Frühjahr 1938 half der Unternehmer und spätere Ministerpräsident Ion Gigurtu den Betrieben aus ihrer Finanznot.
Im Herbst 1935 verschlechterten sich die ohnehin ambivalenten Beziehungen zwischen der Legionärsbewegung und der Rumänisch-Orthodoxen Kirchenführung. Auf Veranlassung der Regierung (in Person des Kulturministers Victor Iamandi) verfügte das Oberhaupt der Kirche, Patriarch Miron Cristea, dass legionäre Arbeitslager nicht mehr an Kirchenbauten eingesetzt werden dürften. Cantacuzino-Grănicerul und Codreanu griffen Cristea daraufhin scharf an und warfen ihm vor, dass seine „Neigung zu Ämtern dieser sündigen Welt größer sei als zu mönchischer Befleißigung“. Sie nannten ihn einen „eifrigen Diener irdischer Mächte“, der „um der Befehle der jetzigen Träger der Macht“ willen „die Gebote des Herrn mit Füßen getreten“ habe. Direkt forderten sie Cristea auf, „Buße zu tun“. Das Verhalten der Kirchenführung gegenüber der Legionärsbewegung unterlag auch in den kommenden Jahren (bis 1938) Schwankungen, weil eine allzu schroffe Ablehnung zwangsläufig zunehmende Probleme mit den zahlreichen Anhängern Codreanus unter der niederen Geistlichkeit mit sich gebracht hätte. 1937 waren von den etwa 10.000 orthodoxen Priestern in Rumänien geschätzt ca. 2.000 Mitglieder der Legionärsbewegung.
Von Dezember 1935 bis April 1936 zog sich Codreanu teilweise aus dem öffentlichen Leben zurück; in Carmen Sylva schrieb er sein Buch „Für meine Legionäre“. Während dieser Zeit trat Ion Moța in der öffentlichen Wahrnehmung stärker in den Vordergrund. Moța gehörte zur Gründergeneration der Legionärsbewegung und war mit Codreanus Schwester verheiratet.
Ab etwa dem Sommer 1936 nahmen nach einer Phase relativ geringer Repression die Konflikte zwischen der Legionärsbewegung und den Behörden wieder zu. Am 30. Mai 1936 griff Codreanu in einem Rundschreiben scharf den Außenminister Nicolae Titulescu an. Grund waren Bemühungen der Regierung nach einer vorsichtigen Entspannung im Verhältnis zur Sowjetunion. Aus Codreanus Sicht war jedwede Zusammenarbeit mit diesem kommunistischen Staat unvorstellbar. Dementsprechend bezeichnete er Titulescu als „talentiert, weniger intelligent; von Weisheit besitzt er so gut wie nichts.“ Im November des gleichen Jahres wandte er sich an König Carol II. mit der Forderung, ein Bündnis mit der Sowjetunion definitiv auszuschließen. Außenpolitisch sympathisierte Codreanu unzweideutig mit den faschistischen Regimes in Italien und besonders in Deutschland. Schon den Amtsantritt Hitlers hatte er in einer Erklärung eine „Erlösung für die europäische Ordnung und für die arische Kultur“ bezeichnet. Dies begründete er später explizit mit dem Vorgehen der deutschen Nationalsozialisten gegen die Juden. Vor den Wahlen 1937 schrieb er an König Carol: „Ich bin gegen die großen Demokratien des Westens (…) Ich bin für eine Außenpolitik Rumäniens an der Seite Roms und Berlins, an der Seite der Staaten der nationalen Revolutionen.“ Die Mitgliedschaft Rumäniens in der Kleinen Entente, in der Balkanentente und im Völkerbund wurde abgelehnt. Codreanus Gefolgschaft gegenüber den faschistischen Mächten wurde zumindest von Hitler nicht honoriert; er und die maßgeblichen deutschen Außenpolitiker setzten nicht auf die Eiserne Garde, sondern auf die konkurrierende Gruppe um Alexandru C. Cuza und Octavian Goga.

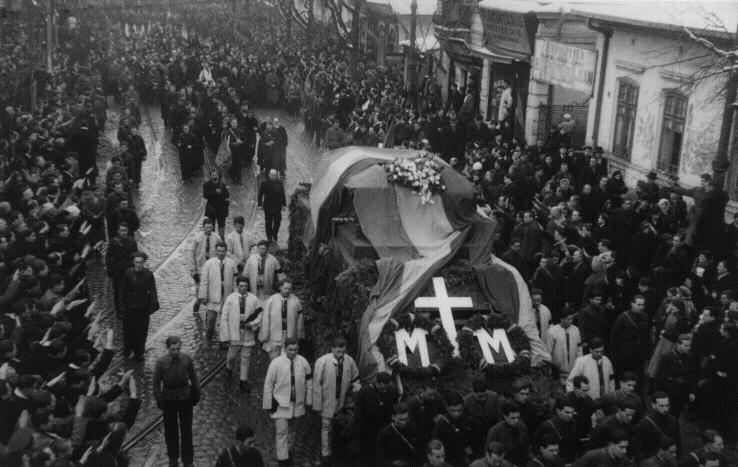
Beisetzung von Ion Moța und Vasile Marin, Februar 1937

Nach dem Ausbruch des Spanischen Bürgerkrieges beschloss die Eiserne Garde, symbolisch und demonstrativ Partei zu ergreifen für den Aufstand General Francos. Im Dezember 1936 organisierte der Vorsitzende der Partei „Totul pentru Țară“, General Cantacuzino-Grănicerul, (allerdings gegen den Willen Codreanus) den Einsatz von sieben z. T. prominenten Legionären auf der Seite Francos. Darunter befand sich Ion Moța, den Codreanu am 1. Januar 1937 demonstrativ zum stellvertretenden Parteivorsitzenden ernannte.
Nur wenige Tage später – am 13. Januar – fielen Moța und Vasile Marin, der Legionärsführer der Hauptstadt Bukarest, in einem Gefecht bei Majadahonda in der Nähe von Madrid. Der Tod von Moța und Marin machte einen tiefen Eindruck auf die nationalistisch eingestellten Teile der Öffentlichkeit; Antikommunismus gehörte zum Grundkonsens der rumänischen Gesellschaft. Codreanu organisierte die Überführung der beiden Leichen in einem Eisenbahnzug über Deutschland und Polen nach Rumänien. Der Zug fuhr auf großen Umwegen durch das Land; in allen größeren und vielen kleineren Orten wurde er gestoppt und wurden durch Priester Gedenkveranstaltungen abgehalten. Allein die Fahrt durch Rumänien nahm sieben Tage in Anspruch. Am 13. Februar erreichte der Zug den Bukarester Nordbahnhof. Zehntausende Menschen säumten den Weg der beiden Särge, unter ihnen Vertreter des Deutschen Reiches, Italiens, Franco-Spaniens und Polens. Moța und Marin wurden auf dem Gelände des „Grünen Hauses“ beigesetzt.
Die Mitgliederzahl der Legionärsbewegung stieg von Ende 1930 bis Dezember 1937 von 6.000 auf 270.000. Sie war diejenige rechtsextreme Massenbewegung, die in Europa bezogen auf die Bevölkerungszahl die größte Mitgliederzahl hatte und die breiteste schichtenübergreifende Massenmobilisation erreichte. Codreanu war bewusst, dass die Entwicklung auch Mitläufer und Karrieristen anziehen würde, was seinem „moralischen Rigorismus“ widersprach. 1936 wurde der Zulauf zur Bewegung so stark, dass Codreanu anordnete, „neunzehn von zwanzig“ Aufnahmeanträgen abzulehnen. Intern begann Codreanu, zwischen jenen zu unterscheiden, die sich der Legion schon vor 1933 angeschlossen hatten (analog zu den „Alten Kämpfern“ der NSDAP), und jenen, die erst danach – in Zeiten relativ geringer Repression – dazugestoßen waren. Ab Mai 1935 wurde offiziell zwischen „Mitgliedern“ und „Legionären“ unterschieden; „Legionär“ wurde man nach drei Jahren Mitgliedschaft. In der Praxis scheint diese Trennung keine große Rolle gespielt zu haben; in den Polizeiberichten jener Zeit taucht diese Differenzierung nicht auf.
Die Zurückhaltung bei der Gewinnung neuer Mitglieder sollte auch vor Spitzeln schützen, deren Einsatz Codreanu zurecht fürchtete. Im Juli 1937 forderte er alle Informanten der verschiedenen Geheimdienste auf, sich ihm zu offenbaren; anderenfalls drohte er Bestrafung an. Über den Erfolg dieser Maßnahme ist nichts bekannt. Um zu verhindern, dass Legionäre – so wie häufig Vertreter anderer Parteien – gewonnene Wahlkreise als ihren „politischen Besitz“ betrachteten, aus dem wirtschaftlicher Gewinn zu ziehen sei, ordnete er an, dass die Kandidaten der Eisernen Garde bei den Wahlen 1937 in Kreisen anzutreten hatten, die weit entfernt von ihrem jeweiligen Wohnort lagen. Kreischefs der Partei durften sich nur auf besonders ungünstige Listenplätze setzen lassen. Im Mai 1935 rief Codreanu ein „Legionäres Gericht“ ins Leben, das Verfehlungen, ungenügende Erfüllung von Aufgaben usw. bestrafen sollte, in der Regel mit Arbeit, Aussetzung der Mitgliedschaft oder Verlust einer Funktion. Von seinen Legionären erwartete er ein widerspruchsloses Akzeptieren der Strafe, die keine Schande, sondern eine „Wiederherstellung des Rechts“ sei. Vereinzelt waren die von Codreanu oder seinem Gericht ausgesprochenen Strafen sehr willkürlich, auch bei engen Vertrauten. Teilweise wandte er die Reglementierungen nur deshalb an, um den Gehorsam der Betreffenden zu prüfen.
Die Studentenschaft sympathisierte inzwischen fast vollzählig mit den Legionären. Nach Ansicht der deutschen Gesandtschaft in Bukarest gehörten 1937 etwa 90 % der Studenten der Eisernen Garde an. Insbesondere die Studentenwohnheime wurden von den Behörden als Herd legionärer Aktivitäten ausgemacht. Am 26. Februar 1937 entschloss sich deshalb die Regierung, die Studentenwohnheime aufzulösen. Nur drei Tage später, am 1. März 1937, unternahmen drei Unbekannte ein Messerattentat auf den Rektor der Universität Iași, Traian Bratu, der dabei schwer verletzt wurde. Daraufhin ließ Codreanu verlauten, dass die Legionärsbewegung mit dieser Tat nicht im Zusammenhang stünde. Einen Tag später schloss die Regierung vorübergehend alle Universitäten des Landes.

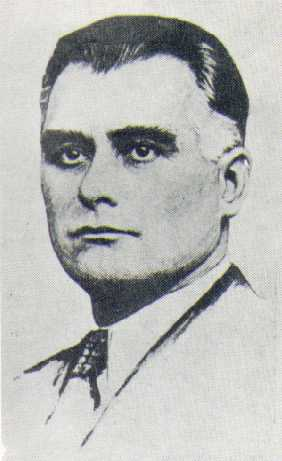
Gheorghe Clime

Um seinen Einfluss auch in der Arbeiterklasse zu verstärken und denjenigen kommunistischer und anderer linker Ideen zurückzudrängen, gründete Codreanu am 25. Oktober 1936 das „Legionäre Arbeiter-Korps“ (Corpul Muncitoresc Legionar), eine Art Gewerkschaft. Die Führung übernahm Codreanus Vertrauter Gheorghe Clime. Das Arbeiter-Korps wuchs rasant; es begann eine Entwicklung zu mehr Aktionismus und zu einer eher sozialrevolutionären Ausrichtung der Legionärsbewegung. Die in den Städten leicht zu mobilisierenden Arbeiter wurden zwischen Herbst 1936 und Frühjahr 1938 zur aktivistischen Massengrundlage der Legion, noch vor der in dieser Beziehung bisher dominierenden Studentenschaft. Hierdurch änderte sich auch das Bild der Legionärsbewegung; sie stand in erster Linie nicht mehr für bäuerliche Randgruppen, sondern für die Modernisierung des Landes. Nach dem Tod Cantacuzino-Grăniceruls am 9. Oktober 1937 übernahm Gheorghe Clime auch den Vorsitz der Partei „Totul pentru Țară“.
Daneben baute die Eiserne Garde ihre Kontakte auch zu wohlhabenden Schichten weiter aus. Obwohl Codreanu in seinen Publikationen ausführte, dass sich seine Bewegung nicht von außen abhängig machen dürfe und sich ausschließlich durch Spenden und Leistungen ihrer Mitglieder finanziere, gehörten Mitte der 1930er Jahre einige sehr wohlhabende Industrielle und Adlige zu den Förderern, unter anderem der Stahlunternehmer Nicolae Malaxa. Auch jüdische Geschäftsleute spendeten an die Legionärsbewegung, vermutlich um ihre Unternehmen zu schützen.

#### Die Affäre Stelescu

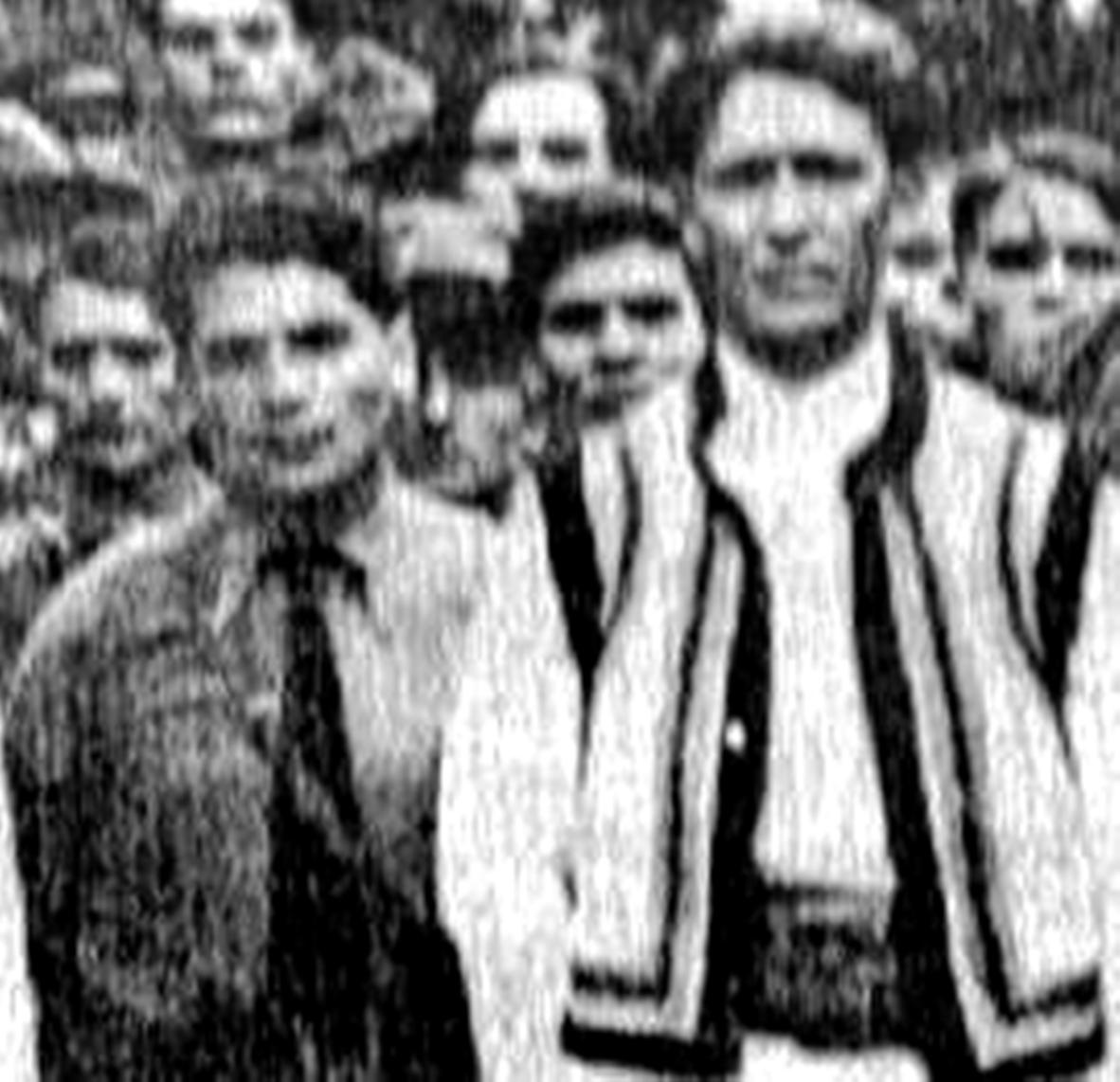
Stelescu und Codreanu, 1933

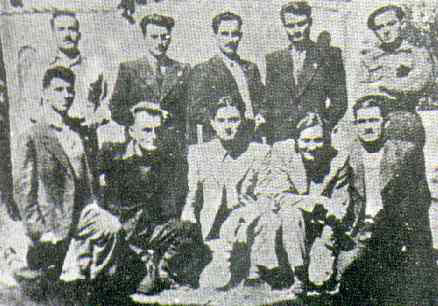
Die Mörder Stelescus

Codreanu hatte die Legionärsbewegung von Beginn an auf seine Person zugeschnitten; seine Führungsrolle wurde üblicherweise nicht hinterfragt. Die vorübergehende Schwäche der Eisernen Garde durch die Verfolgungen nach dem Duca-Mord setzte ihn jedoch unter Druck.
Wortführer von Codreanus Gegnern wurde Mihai Stelescu. Stelescu war 1932 gemeinsam mit Codreanu ins Abgeordnetenhaus eingezogen und rhetorisch deutlich begabter als dieser. Als Chef der legionären Jugendorganisationen (Kreuzbrüderschaften) verfügte er über eine stabile Machtbasis. Er beschuldigte Codreanu wegen seiner Königstreue des Verrats und versuchte 1934, ihn ermorden zu lassen.
Nach dem Ausschluss Stelescus aus der Garde versuchte dieser, selbst eine faschistische Organisation zu bilden. Diese blieb nur eine Splittergruppe, gewann aber an Bedeutung, als sich ihr der linke Schriftsteller Panait Istrati anschloss. Stelescu griff Codreanu wiederholt publizistisch an; er brandmarkte u. a. dessen Gewalttaten, dessen Beziehungen zur Bukarester Elite und deutete sexuelle Beziehungen Codreanus zu den Nonnen des Klosters Agapia an, in dem sich dieser öfters aufhielt. Damit gelang es ihm, Codreanus Charisma schwer zu erschüttern. Wiederholt drohte er offen mit Codreanus Ermordung.
Am 17. Juli 1936 töteten schließlich zehn Codreanu ergebene Legionäre Stelescu, als dieser sich in einem Bukarester Krankenhaus von einem operativen Eingriff erholte. Wie beim Mord an Duca blieb die persönliche Verwicklung Codreanus in den Mord ungeklärt, auch wenn er öffentlich die Verantwortung für die Tat übernahm. Angeklagt wurde er diesmal nicht. Acht der Attentäter wurden zu lebenslangen, zwei wegen ihres jungen Alters zu befristeten Haftstrafen verurteilt. Nach der Verhaftung und Verurteilung der Mörder Stelescus organisierten die Legionäre wiederholt Demonstrationen für ihre Freilassung. Im September 1936 wurde der Mord an abtrünnigen Mitgliedern offizielle legionäre Politik, was Codreanu in einem Rundbrief mit Bezug auf Stelescu ankündigte. Umgesetzt wurde diese Drohung jedoch nie wieder.

#### Die Eiserne Garde und König Carol II.

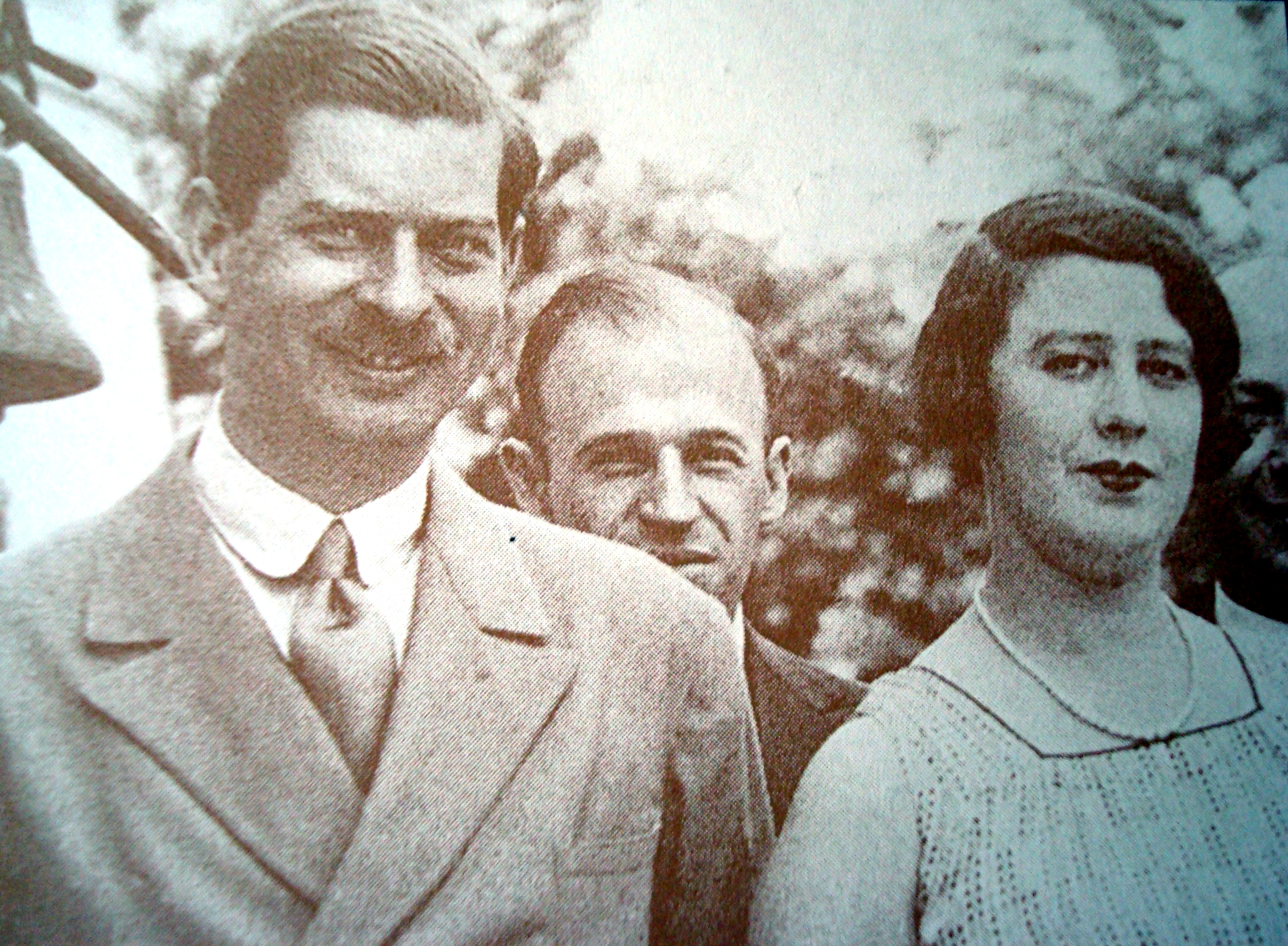
Carol II. und Elena Lupescu

Der Zuwachs an Einfluss brachte die Legionärsbewegung in zunehmenden Gegensatz zu König Carol II., der seit längerer Zeit versuchte, seine persönliche Macht mit Hilfe seiner Hofkamarilla auszubauen. Ein darüber hinausgehendes politisches Programm besaß er nicht. Codreanu befand sich in einem Dilemma: Einerseits war er ein überzeugter Befürworter der Monarchie, auf der anderen Seite verachtete er Carol II. persönlich, vor allem wegen dessen Beziehung zu Elena Lupescu. Diese hatte ebenfalls starke Machtambitionen und war jüdischer Abstammung. Deshalb wurde sie Gegenstand zahlreicher Anfeindungen antisemitischer Kreise in Rumänien. Lange Zeit vermied Codreanu Auseinandersetzungen mit Carol. Indirekt kritisierte er ihn, indem er den 1927 verstorbenen König Ferdinand in seinem Buch mehrfach lobte, Carol jedoch nicht erwähnte. In der Legionärsbewegung gab es sowohl Kräfte, die auf einen Ausgleich mit Carol drängten, als auch eine starke Bewegung gegen den König. Codreanu versuchte lange, zwischen beiden Fraktionen auszugleichen, bevor er sich im Herbst 1937 auf die Seite der Gegner Carols schlug.
Carol seinerseits sympathisierte aus taktischen Gründen lange mit der Eisernen Garde und versuchte, zu seinen Bedingungen zu einer Übereinkunft mit Codreanu zu gelangen. Anfang Februar 1937 kam es zwischen beiden zu einem Geheimtreffen, bei dem Carol Codreanu anbot, ihn zum Ministerpräsidenten zu ernennen. Dafür wollte Carol selbst die Führung der Legionärsbewegung übernehmen. Codreanu lehnte dies ab, da die Führung seiner Organisation nicht Gegenstand eines politischen Handels sein könne.
Seit dieser Zeit sah Carol die Eiserne Garde als Gefahr für sich und seinen Thron an. Wenige Wochen später verschlechterte sich Codreanus Stellung gegenüber dem Königshaus weiter: Unter dem Vorwand eines unmoralischen Lebenswandels wurde Prinz Nicolae, der Bruder des Königs, der die Legionärsbewegung immer unterstützt hatte, aus der Dynastie ausgeschlossen.

#### Die Wahlen im Dezember 1937 – die Regierung Goga/Cuza – Staatsstreich des Königs
Zu den im Dezember 1937 anstehenden Parlamentswahlen konnte die Legionärsbewegung – die unter dem Namen ihrer Partei „Totul pentru Țară“ antrat – erstmals in allen 72 Kreisen des Landes Kandidaten aufstellen. Allerdings wurde ihre Liste in 18 Kreisen für ungültig erklärt unter dem Vorwand, dass darauf kandidierende Legionäre im Spanischen Bürgerkrieg für eine „fremde Macht“ gekämpft hätten und damit der rumänischen Staatsbürgerschaft verlustig gegangen seien.
Wenige Wochen vor der Wahl schloss Codreanu ein Bündnis mit der Bauernpartei von Iuliu Maniu und mit einer rechtsliberalen Splittergruppe unter Gheorghe Brătianu. Ziel war nicht die gemeinsame Aufstellung von Kandidaten, sondern Verhinderung von Gewalt bei Wahlkämpfen und von Wahlbetrug durch die liberale Regierung unter Gheorghe Tătărescu.
Als Hauptgegner sah Codreanu neben dieser Regierung die „Nationale Christliche Partei“ (PNC). Diese hatte sich 1935 gebildet aus der LANC Cuzas und der 1932 gegründeten „Nationalen Agrarpartei“ des bekannten Lyrikers Octavian Goga. Sie wurde von Deutschland finanziert. In ihrem Antisemitismus war sie vergleichbar der Eisernen Garde, jedoch frei von deren Mystizismus. Trotz der weltanschaulichen Nähe bestand eine traditionelle Feindschaft zwischen der PNC und der Legionärsbewegung; beide konkurrierten um ein ähnliches Wählerpotential; hinzu kamen die langjährigen Animositäten zwischen Cuza und Codreanu.
Dem offiziellen Wahlergebnis zufolge erhielt „Totul pentru Țară“ etwa 478.000, damit 15,6 % der Stimmen und erreichte den dritten Platz. Davor platzierten sich die Bauernpartei mit 20,4 % und die Nationalliberale Partei mit 35,9 %. Letztere verfehlte damit einen Stimmanteil von 40 %, ein Novum in der rumänischen Politik für eine amtierende Regierung, was bedeutete, dass keine Partei den Bonus von 50 % der Sitze erhielt. Mutmaßlich war jedoch das Wahlergebnis gefälscht: Codreanu, der zuvor aufgrund der Angaben seiner Vertrauensleute mit 25 bis 27 % gerechnet hatte, kam in einer eigenen Zählung auf 1,28 Millionen Stimmen, was über 40 % bedeutet hätte. Diese Zahl mag zu hoch gegriffen sein; aus regierungsnahen Kreisen erhielt Codreanu die Information über einen tatsächlichen Stimmenanteil von 22 %.
Mit dem Wahlergebnis gab es keine regierungsfähige Mehrheit; Carol musste seinen Ministerpräsidenten Tătărescu entlassen. Den Regierungsauftrag erteilte Carol am 28. Dezember der viertplatzierten Partei, der PNC (9,1 %); Goga wurde zum Ministerpräsidenten ernannt. Mitglieder des neuen Kabinetts wurden Cuza und sein Sohn; zudem betrat der spätere Diktator Ion Antonescu als Verteidigungsminister die politische Bühne. Die neue Regierung begann rasch mit der Umsetzung ihres antisemitischen Programms, was von der Eisernen Garde begrüßt wurde: Vielen Juden wurde die Staatsbürgerschaft aberkannt, jüdische Geschäfte wurden geschlossen und Berufsverbote für Juden ausgesprochen. Ansonsten begannen hinter den Kulissen Versuche, über Parteienbündnisse eine auch perspektivisch handlungsfähige Regierung zu schaffen, teils in schwer durchschaubaren, rasch wechselnden Konstellationen. Am 18. Januar rief Carol II. Neuwahlen aus, die am 2. März stattfinden sollten. Codreanu machte sich inzwischen begründete Hoffnungen auf eine Machtübernahme. Am 28. Januar veröffentlichte er ein Rundschreiben an die Legionäre, in dem er die Bildung von Arbeitskreisen ankündigte. Diese sollten die Führung von Ministerien fachlich vorbereiten.
Erneut begann ein gewalttätiger Wahlkampf, deren Protagonisten auf der einen Seite die Regierung Goga/Cuza und auf der anderen Seite die Eiserne Garde waren. Codreanu wollte jeden Ansatz für ein Verbot der Partei vermeiden, ermahnte seine Anhänger wiederholt, sich nicht provozieren zu lassen, und setzte am 9. Februar sogar den Wahlkampf aus. Parallel zu den Beschwörungen von Legalität und Gewaltfreiheit ordnete er an, Listen mit denjenigen Polizeibeamten und Politikern anzulegen, die sich feindlich zu seiner Bewegung gestellt hätten. Die Kreisführer der Garde wurden von ihm beauftragt, diese Personen aufzusuchen und ihnen „eine Strafe gemäß der Schwere ihrer Taten“ anzukündigen, die vollstreckt werden solle, „wenn die Legion siegreich ist“.

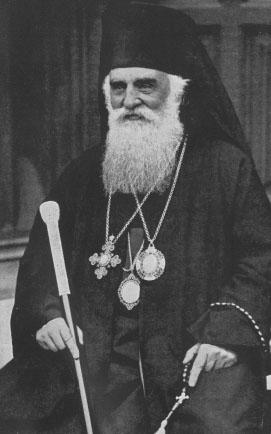
Patriarch Miron Cristea, Ministerpräsident 1938/1939

Insbesondere im Ausland wurde in dieser Phase schon die Eiserne Garde als wahre Herrscherin in Rumänien wahrgenommen, die die anderen politischen Kräfte des Landes, vor allem die Goga/Cuza-Regierung, vor sich hertreibe. Trotz der auf der Straße gewaltsam ausgetragenen Feindseligkeiten zwischen PNC und Legionären näherten sich Anfang Februar Goga und Codreanu an mit dem Ziel, dem König eine vereinigte rechtsextreme Regierung vorzuschlagen. In dieser Situation entschloss sich der König – der dies unbedingt vermeiden wollte – am 10. Februar zum Staatsstreich: Er entließ die Regierung Goga/Cuza, sagte die Wahlen ab, hob die bisherige Verfassung auf und ließ eine neue am 24. Februar in einer Volksabstimmung mit offener mündlicher Stimmabgabe bestätigen. Zum Ministerpräsidenten ernannte er den Patriarchen Miron Cristea. Vermutlich sollte die anstehende Zerschlagung der Eisernen Garde von der Rumänisch-Orthodoxen Kirche verantwortet werden. Der wirkliche Machthaber – neben dem König – wurde jedoch Innenminister Armand Călinescu, ein ausgewiesener Gegner der Eisernen Garde.
Am 21. Februar löste Codreanu seine Partei „Alles für das Vaterland“ auf mit der allgemein gehaltenen Begründung, dass ihr Weiterbestehen in der derzeitigen Situation keinen Sinn hätte. Alle ihre Mitglieder und Funktionäre seien ihrer Aufgaben entbunden. Codreanu forderte die Parteimitglieder auf, sich ihren Berufen bzw. ihrem Studium zu widmen. Er kündigte an, selbst in einigen Wochen nach Italien zu reisen, um dort sein Buch „Für meine Legionäre“ auf Italienisch und Französisch erscheinen zu lassen und an einem zweiten Band zu arbeiten. Zuvor war ihm ein Mordkomplott bekannt geworden, das vom Außenminister Istrate Micescu ausging.
In dieser Situation warteten und hofften viele Legionäre auf den Befehl Codreanus zur gewaltsamen Machtergreifung. Hierzu erachtete dieser seine Bewegung nicht für fähig und beharrte darauf, dass zunächst die „innere Erziehung“ und die Schaffung des „Neuen Menschen“ Vorrang hätten. Aktive Maßnahmen ergriff er nicht; er protestierte lediglich am 22. Februar in einem scharf formulierten Brief an die neue Regierung gegen den Staatsstreich. Seine angekündigte Reise ins Ausland trat er nicht an; zum einen wurde ihm der Reisepass verweigert, zum anderen hatte er sich auch wohl selbst anders entschieden.

#### Verfolgung der Eisernen Garde – Die Verhaftung und Ermordung Codreanus

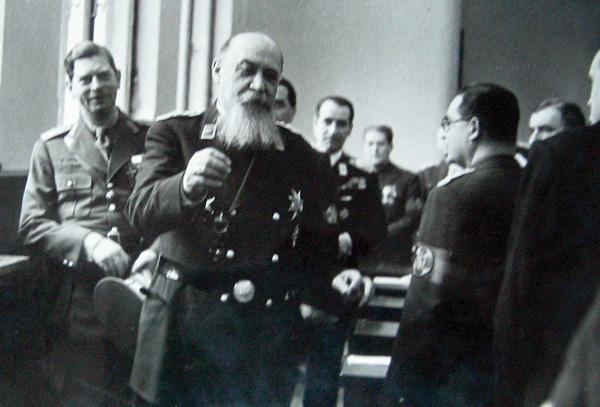
Carol II., Nicolae Iorga und Armand Călinescu (im Profil)

Am 26. März schrieb Codreanu einen Brief an sein früheres Vorbild Nicolae Iorga, der zu dieser Zeit als Minister ohne Geschäftsbereich amtierte. Iorga hatte soeben die Schließung von mehreren Restaurants bewirkt, die von der Legionärsbewegung betrieben wurden. Codreanu bezeichnete daraufhin in seinem Brief Iorga als „unehrliche Seele“. Iorga stellte – offenbar in Absprache mit Innenminister Călinescu – Strafanzeige gegen Codreanu. Dieser befahl seinem Führungszirkel am 5. April den Gang in den Untergrund, verpflichtete ihn aber, auf Rache zu verzichten. Codreanu wurde am 17. April 1938 verhaftet und zwei Tage später vom Bukarester Militärgericht wegen „Beleidigung eines Amtsträgers“ zu sechs Monaten Haft sowie zu einer Geldstrafe verurteilt. Die Strafe verbüßte er zunächst im Gefängnis Jilava.

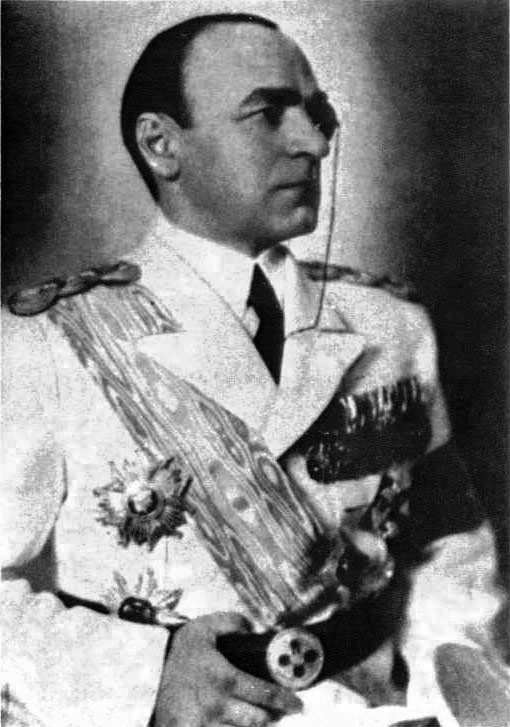
Armand Călinescu

Die der Eisernen Garde nahestehenden Zeitungen – „Cuvântul“ und „Buna Vestire“ – wurden verboten. Am 22. April löste die Regierung per Erlass die Legionärsbewegung auf und zog ihr Vermögen ein. Bei etwa 30.000 Legionären erfolgten Mitte April Hausdurchsuchungen, tausende wurden vorübergehend festgenommen, hunderte Führer und einfache Mitglieder der Legionärsbewegung verhaftet und von Militärgerichten zu meist mehrmonatigen Haftstrafen verurteilt. Darunter befanden sich Gheorghe Clime und Ion Banea, die Codreanu für die Dauer seiner Haftzeit zu den Führern der Legionärsbewegung bestimmt hatte. Die Verurteilten brachte man ins Gefängnis von Jilava, in die Konzentrationslager in Miercurea Ciuc, Vaslui und Râmnicu Sărat sowie ins Kloster Tismana, wo sie mit Liedern und Gebeten sowie mit Vorlesungen und Kursen (die von ebenfalls verhafteten Universitätsdozenten gehalten wurden) ein eigenes legionäres Leben aufbauten, aber auch wiederholt gefoltert wurden. Der Öffentlichkeit wurden Schriftstücke und Waffen präsentiert, die bei verhafteten Legionären gefunden worden seien und die die umstürzlerischen Absichten der Bewegung belegen sollten. Die Art und die Anzahl dieser Waffen reichte jedoch in keiner Weise aus, um ernsthaft einen bewaffneten Aufstand durchzuführen.
Bereits am 7. Mai erhob das Bukarester Militärgericht erneut Anklage gegen Codreanu, diesmal wegen Hochverrats. In der Anklageschrift wurde ihm vorgeworfen, er habe „das kommunistische System nach(zu)ahmen“ versucht, offenbar, um ihn bei der antikommunistisch eingestellten rumänischen Gesellschaft zu diskreditieren. Begleitet von einer heftigen Kampagne der gleichgeschalteten Presse, fand der Schauprozess, dessen Ergebnis wohl von vornherein feststand, vom 24. bis zum 27. Mai statt. Mehrere seiner früheren Anwälte lehnten aus Angst vor Repressionen die Übernahme des Verteidigungsmandates ab. Die Beweismittel der Anklage waren sehr dürftig und teilweise wohl auch gefälscht.
Obwohl hochrangige Zeugen (u. a. Iuliu Maniu und Ion Antonescu) zu seinen Gunsten aussagten, wurde Codreanu wegen Hochverrats zu 10 Jahren Zwangsarbeit, wegen Umsturzversuches gegen die staatliche Ordnung zu 5 Jahren und wegen Vorbereitung eines Aufruhrs zu 8 Jahren Gefängnis verurteilt. Das rumänische Militärgesetz sah vor, dass Codreanu nur die schwerste Strafe zu verbüßen hatte, also die 10 Jahre wegen Hochverrats. Nach Ablehnung seiner Berufung wurde er am 19. Juni von Jilava ins Gefängnis Doftana, am 15. September nach Râmnicu Sărat verlegt. Überwiegend befand er sich in Isolationshaft. Verbindung nach außen unterhielt Codreanu über gelegentliche Besuche seiner Frau und seiner Mutter sowie über das Gefängnispersonal. Mehrere Politiker Rumäniens (vor allem Iuliu Maniu und der ehemalige Innenminister Ion Inculeț) forderten in persönlichen Kontakten mit regierungsnahen Kreisen seine Entlassung und seine Wiedereingliederung ins politische Leben.
Die Eiserne Garde konnte nur noch im Untergrund tätig sein. Zahlreiche Legionäre tauchten in den Bergen unter; einigen hundert gelang die Flucht nach Polen und Deutschland. Das mit massiver Gewalt durchgesetzte Verbot, der hohe Verfolgungsdruck und der Ausfall fast aller maßgeblicher Führer unterbrach in der ursprünglich streng hierarchisch ausgerichteten Bewegung die Kommunikationsstrukturen, was zu Desorganisation, persönlichen Rivalitäten, aber auch zu Verzweiflungstaten führte. Codreanu wies – offenbar im Ergebnis einer Abmachung mit Innenminister Călinescu – aus dem Gefängnis heraus an, dass keine gewaltsamen Aktionen erfolgen sollten. In der gegebenen Situation hielten sich nicht mehr alle Legionäre an dieses Gebot; Codreanu entglitt die Kontrolle.
Aus der sozialen Massenbewegung entwickelte sich in kurzer Zeit eine klandestine Terrororganisation. Ende April 1938 formierte sich im Untergrund eine fünfköpfige Führung unter Führung von Ion Belgea; dem Gremium gehörten außerdem Radu Mironovici, Horia Sima, Ion Antoniu und Iordache Nicioară an. Bis auf Sima wurden alle diese Führer in den kommenden Wochen einzeln festgenommen. Codreanu übertrug daraufhin Vasile Cristescu die Führung, die er gemeinsam mit Alecu Cantacuzino ausübte. Beiden war am 20. Juni 1938 die Flucht aus dem Gefängnis gelungen. Sima handelte jedoch von nun an weitgehend selbständig. Er war 1932 in die Legion eingetreten und Führer im Kreis Caraș im Banat gewesen, ansonsten jedoch nicht bedeutsam in Erscheinung getreten.
Von Mitte Oktober 1938 an führte eine Gruppe von etwa 100 versprengten Legionären unter der Leitung Simas Anschläge gegen jüdische Einrichtungen, gegen Bahnstrecken und Fabriken aus. Damit missachtete Sima die Befehle Codreanus, die ihm bekannt gewesen sein müssen. Schließlich verübten am 28. November 1938 fünf der Legionärsbewegung nahestehende Studenten einen Mordanschlag auf den Rektor der Universität Cluj, Florian Ștefănescu-Goangă, gleichzeitig Schwager des verhassten Innenministers Armand Călinescu. Ștefănescu-Goangă überlebte schwer verletzt, ein Polizist kam ums Leben.
Unter dem Vorwand einer erneuten Verlegung nach Jilava wurden Codreanu und 13 weitere Legionäre – die Mörder Ducas und Stelescus – am Abend des 29. November in zwei LKW verbracht und am frühen Morgen des Folgetages auf der Fahrt Richtung Jilava in einem Wald bei Tâncăbești stranguliert. In Jilava angekommen, fügte man den Erdrosselten Schusswunden zu, übergoss sie mit Schwefelsäure und bestattete die Reste der Leichen unter einer dicken Betondecke.
Der Militärstaatsanwalt ließ noch am gleichen Tag verlauten, dass Codreanu und seine Kameraden bei einem „Fluchtversuch“ getötet worden seien. Bereits am 2. Dezember deutete die Regierung in einer amtlichen Verlautbarung an, dass der Tod Codreanus mit dem Attentat auf Ștefănescu-Goangă im Zusammenhang stünde. Damit räumte sie indirekt ein, dass die Ermordung Codreanus andere Gründe als den angeblichen Fluchtversuch gehabt hatte. Die späteren Untersuchungen belegten, dass der Entschluss zum Mord von Carol II. und von Innenminister Călinescu getroffen wurde.

### Die Ära Sima (1938–1945)

#### Weitere Verfolgungen – der Mord an Ministerpräsident Călinescu (1938–1939)

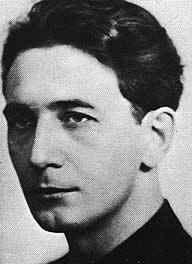
Horia Sima, 1940er Jahre.

Die Nachricht vom Tod Codreanus und der anderen 13 inhaftierten Legionäre rief unter den Anhängern der Bewegung große Unruhe und Erregung hervor. Die Bedingungen der Diktatur und die Tatsache, dass fast alle maßgeblichen Führer inhaftiert waren, ermöglichten jedoch keine koordinierten Aktionen. Zudem wurden auch in diesen Tagen wieder tausende Gardisten verhaftet.
In einigen Städten unternahmen Legionäre oder ihre Sympathisanten Anschläge auf Infrastruktureinrichtungen und Synagogen; in Czernowitz erfolgte durch zwei Studenten ein Attentat auf den Präsidenten des örtlichen Militärgerichts. An zahlreiche Repräsentanten des Regimes wurden Todesdrohungen geschickt. Am 7. Januar 1939 explodierte in Bukarest ein geheimes Labor, in dem auf Befehl einiger untergetauchter Legionärsführer – unter anderem Horia Sima – Brandsätze und Sprengstoffe hergestellt wurden. Der Chemiker Nicolae Dumitrescu, der dieses Labor betrieb, konnte am 24. Januar von der Polizei gefasst werden; einen Tag später wurde er ohne Urteil hingerichtet. Offenbar war mit den Geräten ein Großangriff mit Flammenwerfern auf Regierungsgebäude geplant.
Am 26. Januar erschossen Polizisten Vasile Cristescu, der zu dieser Zeit zusammen mit Horia Sima die Legionärsbewegung führte, in einem Haus in Bukarest. Sima selbst gelang am 4. Februar die Flucht über die Grenze nach Ungarn und erreichte einige Tage später Deutschland. Ein von Sima geplanter Staatsstreich im Frühjahr 1939 wurde von der Polizei früh aufgedeckt und führte zu einer neuen Verhaftungswelle. Die folgenden Monate vergingen mit weiteren gewalttätigen Auseinandersetzungen zwischen der Polizei und untergetauchten Gruppen von Legionären. Diese forderten auf Seiten letzterer weitere Todesopfer, unter anderem am 10. Juni 1939 Nicoleta Nicolescu, die Führerin der legionären Frauen.
In Deutschland sammelten sich derweil die dorthin geflohenen Legionäre und versuchten, vom Exil aus die rumänische Politik zu beeinflussen. Auf Initiative des Priesters Ion Dumitrescu-Borșa bildete sich ein sechsköpfiges Führungsgremium, dem unter anderem Sima angehörte. Der Anwalt Dumitru (Miti) Dumitrescu wurde Ende Juni 1939 beauftragt, illegal nach Rumänien zu reisen und den Tod Codreanus zu rächen. Sima folgte ihm Mitte August.

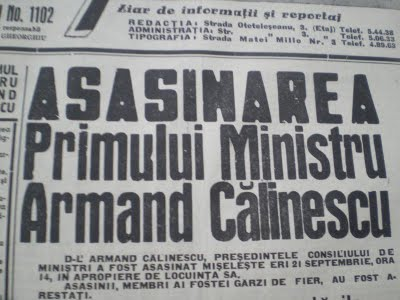
Zeitungsmeldung über die Ermordung Armand Călinescus

Nach dem Tod des Patriarchen Miron Cristea wurde am 7. März 1939 eine neue Regierung mit Armand Călinescu als Premierminister gebildet. Ein halbes Jahr später – am 21. September 1939 – verübten neun Angehörige der Legionärsbewegung in Bukarest ein tödliches Attentat auf ihn. Danach drangen sie in die Sendezentrale des rumänischen Rundfunks ein, verlasen eine Proklamation und ließen sich anschließend widerstandslos festnehmen. Der neu ernannte Ministerpräsident Gheorghe Argeșanu und Innenminister Gabriel Marinescu schlugen mit aller Härte zurück: Alle Attentäter wurden über mehrere Stunden gefoltert, noch in der darauffolgenden Nacht am Ort des Verbrechens hingerichtet und dort tagelang zur Schau gestellt. Gleichzeitig töteten Sicherheitskräfte im ganzen Land 252 Legionäre, teils in den Lagern, teils aber auch willkürlich nach einem festgelegten Schlüssel (zwei bis drei pro Kreis). Darunter befanden sich alle namhaften Führer der Eisernen Garde, die sich im Gewahrsam der Regierung befanden (mit Ausnahme von Radu Mironovici), so z. B. Codreanus designierter Nachfolger Gheorghe Clime und der Propagandist der Bewegung, Mihail Polihroniade, aber auch Ion Codreanu, der 30-jährige Bruder des „Căpitanul“. Damit war ein großer Teil der Führungsschicht der Legionärsbewegung nicht mehr am Leben. Horia Sima konnte am 26. Oktober nach Jugoslawien und am 9. Dezember zurück nach Deutschland fliehen.

#### Versuch der Integration der Legionäre unter Carol II. – Beteiligung an der Regierung (1939–1940)
Bereits wenige Tage nach der Gewalteskalation im Zuge der Ermordung Călinescus machten sich Differenzen zwischen den verbliebenen Legionären bemerkbar. Eine Gruppe von Inhaftierten unter Vasile Noveanu suchte einen Ausgleich mit König Carol II. und der Regierung. Zudem erkannte Carol II. spätestens im Frühjahr 1940, dass sich das Kräfteverhältnis auf den europäischen Kriegsschauplätzen zuungunsten der bisherigen traditionellen Schutzmächte Großbritannien und Frankreich entwickelt hatte. In den ersten Monaten des Zweiten Weltkriegs war Rumänien offiziell neutral. Frankreichs Kapitulation und Großbritanniens Rückzug vom Kontinent machten die Zusicherungen dieser Länder an Rumänien jedoch wertlos.
Seinen Ausweg sah Rumänien in einer Anlehnung an die Achsenmächte. Deshalb suchte Carol den Ausgleich zumindest mit einem Teil der Legionärsbewegung. Im März 1940 unterbreitete er den gefangenen Legionären das Angebot, freigelassen zu werden, wenn sie sich im nationalen Interesse für eine Versöhnung einsetzen würden. Am 15. März 1940 gelobte eine Abordnung der Eisernen Garde, die von Ministerpräsident Gheorghe Tătărescu empfangen wurde, ihre Treue gegenüber Carol II. Etwa 300 „Anführer“ erließen einen Aufruf an ihre Anhänger, in dem sie diese zur Zusammenarbeit mit der Regierung und dem König aufforderten. Nach dieser Ergebenheitsadresse entließ die Regierung zahlreiche Legionäre aus den Konzentrationslagern. Rechtlicher Rahmen dafür war eine am 26. April erlassene Amnestie für politische Gefangene.
In Berlin hatte nach dem Attentat auf Călinescu und den daraus erwachsenden Folgen Dumitrescu-Borșa die Leitung des legionären Führungsgremiums niedergelegt; ein neues bildete sich um Sima und Constantin Papanace. Neben vielen anderen Legionären betrachtete auch Horia Sima die Annäherung an den König zunächst als Verrat. Der rumänische Innenminister Mihail Ghelmegeanu sandte zwei Abordnungen hochrangiger Legionäre nach Berlin (im März sowie im Mai 1940), um die Zustimmung der dortigen Legionärsführung zu einem Ausgleich mit dem König zu erreichen, jedoch vergeblich.
Am 5. Mai 1940 verließ Sima erneut Berlin, um heimlich in Rumänien einzureisen. Zwei Wochen später verhaftete ihn die Polizei beim Überschreiten der jugoslawisch-rumänischen Grenze bei Comorâște (Kreis Caraș). Die zunehmende Abhängigkeit Rumäniens vom Deutschen Reich veranlasste die rumänische Regierung, Sima am 13. Juni freizulassen. Nun änderte auch dieser seine Meinung hinsichtlich der Zusammenarbeit mit dem König. Am 23. Juni forderte er die Mitglieder der Legionärsbewegung auf, der von Carol II. geschaffenen Einheitspartei „Partei der Nation“ beizutreten, um dort „mit ganzer Kraft dem Vaterland und dem König zu dienen“. Grund für diesen Richtungswechsel war offenbar, dass Sima vermeiden wollte, angesichts der massiven Bedrohung durch die Sowjetunion als Spalter der Nation dazustehen. Am 28. Juni wurde er zum Staatssekretär im Ministerium für Erziehungswesen in der Regierung von Gheorghe Tătărescu ernannt.
Nach dem Ultimatum vom 28. Juni 1940 musste Rumänien Bessarabien und den Norden der Bukowina an die Sowjetunion abtreten. Am 4. Juli ernannte Carol II. den deutschfreundlichen Ion Gigurtu zum Ministerpräsidenten. In dessen Regierung traten drei Minister aus der Legionärsbewegung ein, darunter Sima als Minister für Kultur und religiöse Angelegenheiten und dessen Kontrahent Noveanu als „Minister für die Inventur öffentlichen Eigentums“. Zwar trat Sima bereits nach drei Tagen wieder von seinem Amt zurück, weil Carol II. seine Forderung nach Einsetzung eines rein legionären Kabinetts nicht akzeptierte; trotzdem blieb die Legionärsbewegung Mitglied in der Regierung bis zu deren Rücktritt am 4. September. Die Regierung Gigurtu setzte einen Teil der legionären Forderungen in die Tat um. So trat am 10. Juli Rumänien aus dem Völkerbund aus. Darüber hinaus wurden rasch neue antisemitische Gesetze auf den Weg gebracht.
Nachdem der Gebietsverlust im Osten und Norden an die Sowjetunion von der rumänischen Gesellschaft noch relativ gelassen hingenommen wurde, führte das nächste wichtige Ereignis zu schwerwiegenden Erschütterungen: Am 30. August musste Rumänien im Zweiten Wiener Schiedsspruch zustimmen, den Norden Siebenbürgens sowie grenznahe Gebiete im Westen an Ungarn abzutreten. Erregte Demonstranten forderten, bewaffnet zu werden. In der öffentlichen Meinung wurde vor allem der König einer jahrelang verfehlten Außenpolitik beschuldigt und damit als verantwortlich für die jüngsten Gebietsverluste betrachtet. Am Abend des 3. September begann die Erhebung der Legionäre; diese besetzten in mehreren Städten öffentliche Einrichtungen. Es kam zu gewalttätigen Auseinandersetzungen mit königstreuen Polizeieinheiten, die auf Seiten der Legionäre acht Todesopfer forderten. Weite Teile der Öffentlichkeit schlossen sich auf Demonstrationen der Forderung nach Abdankung des zunehmend unbeliebten Königs an. Dem Militär gelang es noch einmal, die Erhebung niederzuschlagen. Sima tauchte am 3. September für drei Tage in Brașov unter. Carol II. unternahm einen letzten Versuch der Erhaltung seiner persönlichen Macht und ernannte am 4. September den populären General Ion Antonescu zum Ministerpräsidenten mit weitreichenden Vollmachten. Die im Februar 1938 vom König oktroyierte Verfassung wurde aufgehoben. Die Eiserne Garde war an der neuen Regierung noch nicht beteiligt, auch deshalb, weil Sima zunächst nicht auffindbar war. Antonescu nahm jedoch Kontakt zu anderen Gardisten auf, entließ alle noch inhaftierten Legionäre aus den Gefängnissen und Lagern und zwang Carol II. am 6. September zur Abdankung. Carol und seine Geliebte Elena Lupescu verließen am Folgetag in einem Sonderzug unter Mitnahme eines größeren persönlichen Besitzes das Land und gingen ins Exil. Kurz vor Erreichen der jugoslawischen Grenze wurde ihr Zug in der Nähe von Timișoara von Legionären beschossen; der Zug konnte jedoch nicht aufgehalten werden und die beiden somit entkommen. Als Nachfolger des Königs wurde der erst 18-jährige Sohn Carols, Mihai I., ausgerufen. Dieser bestätigte die Vollmachten Antonescus.
Die Macht im Land lag von nun an in den Händen der rumänischen Armee unter Antonescu und der Legionärsbewegung unter Horia Sima.

#### Beteiligung an der Macht unter Ion Antonescu – der Nationallegionäre Staat (September 1940 – Januar 1941)

Siegel der nationallegionären Regierung (1940–1941)

Nach Abdankung des Königs ging die Legion eine fragile Allianz mit dem neuernannten Staatsführer („Conducător“) Ion Antonescu ein. Antonescu hoffte, durch die Machtbeteiligung der Legionäre das neue Regime populär zu machen. Am 14. September 1940 proklamierte er einen „Nationallegionären Staat“ und bildete eine Regierung, in der vier Ressorts – darunter das Innen- und das Außenministerium – an die Legionäre gingen. Sima selbst wurde stellvertretender Ministerpräsident. Alle Präfekten in den Kreisen Rumäniens wurden nunmehr von Legionären gestellt. An den Verhandlungen zur Regierungsbildung war der deutsche Wirtschaftsgesandte Hermann Neubacher vermittelnd beteiligt. Die Legionärsbewegung wurde von Antonescu zur einzigen anerkannten politischen Kraft erklärt.
Die nächsten Wochen und Monate waren durch eine Vielzahl symbolischer Handlungen geprägt: Um den ermordeten Corneliu Zeliu Codreanu begann ein ausgiebiger Kult. Am 6. Oktober paradierten etwa 150.000 Legionäre durch Bukarest. Zehntausende Zuschauer schworen, „im Geist des Căpitan (Codreanu) ein Land zu schaffen, das sein wird wie die heilige Sonne am Himmel“. Zahlreiche Legionäre waren in den nächsten Wochen und Monaten damit beschäftigt, die Leichen der vielen legionären Todesopfer aus den letzten Jahren aufzufinden, zu exhumieren und in Umzügen und Märschen feierlich zu bestatten. Diese wiederkehrenden Veranstaltungen wurden so ernst genommen, dass die Polizei sogar Kinder festnahm, die sich über diese Aktionen lustig machten. In Analogie zu München wurde Iași zur „Stadt der Legionärsbewegung“ proklamiert.
Prozesse gegen Legionäre aus den vergangenen Jahren wurden neu aufgerollt und die Urteile revidiert.
Von Beginn an gab es zwischen Antonescu und Sima unterschiedliche Vorstellung über die Organisation des Staates, auch wenn nach außen hin das Bild einer unzertrennlichen Einheit zwischen Armee und Legion vermittelt wurde. Die Machtteilung führte zum Entstehen zahlreicher doppelter (staatlicher und legionärer) Strukturen, die Freiräume für Gewalt schufen. So wurde noch im September neben der staatlichen eine „Legionäre Polizei“ ins Leben gerufen, deren Aufgaben nie klar definiert wurden. Eine weitere von Sima gegründete Organisation war die „Legionäre Hilfe“, eine Art Volkswohlfahrt, die die etwa 250.000 aus den abgetrennten Gebieten in den Rest-Staat geflohene Rumänen unterstützte. In der Praxis initiierte diese „Legionäre Hilfe“ jedoch auch zahlreiche Plünderungen und Enteignungen vor allem jüdischen Eigentums. Einige Legionäre bereicherten sich durch den Verkauf geraubter Güter. Konfiszierte Gebäude und Kraftfahrzeuge wurden häufig direkt der Eisernen Garde zugeführt.
An die Macht gelangt, verfolgte die Eiserne Garde straflos eine Kampagne der politischen Morde. In diesem Zusammenhang suchte in der Nacht vom 26./27. November eine Gruppe von Legionären im Gefängnis von Jilava nach den Überresten Codreanus und der 13 gleichzeitig mit ihm Ermordeten. Entweder aus Rache oder im Ergebnis einer vorher geplanten Aktion drangen diese Legionäre in die Zellen von mehr als 60 Amtsträgern des Königsregimes ein, die an der Verfolgung und Ermordung von Legionären beteiligt gewesen waren und gegen die Ermittlungen und Prozesse liefen. Sie erschossen sämtliche dieser Gefangenen, unter ihnen den ehemaligen Ministerpräsident Argeșanu. Der frühere Premierminister Nicolae Iorga und der Ökonom Virgil Madgearu, Minister in einer früheren Regierung, wurden – ebenfalls am 27. November – von Legionären aus ihren Häusern abgeholt und ermordet.
Neben dem Märtyrerkult und der Rache an den alten Eliten war ein weiteres zentrales Merkmal der legionären Herrschaft die Verfolgung von Juden. Diese unterlag keiner einheitlichen Strategie, sondern erfolgte eher spontan durch örtliche Legionärseinheiten. Neben den schon erwähnten Enteignungen und Plünderungen kam es u. a. zu Schutzgelderpressungen, Boykottaufrufen und zu demütigenden Zurschaustellung von Juden an Schandpfählen. Jüdische Ladenbesitzer wurden – zum Teil unter Folter – gezwungen, ihr Geschäft zu einem Bruchteil des tatsächlichen Wertes an den Chef der örtlichen Legionärspolizei zu verkaufen. Für diese Maßnahmen gab es trotz der antisemitischen Gesetzgebung keinerlei juristische Grundlage, sie geschahen durch Eigenermächtigung lokaler Legionärseinheiten. Zudem zogen die plötzliche, weitgehend unkontrollierte Macht der Eisernen Garde und die Aussicht auf rasche Bereicherung zahlreiche kriminelle Elemente ohne jede ideelle Bindung an die Legionärsbewegung an.
Antonescu war von dieser unkontrollierten Gewalt abgestoßen, wagte jedoch noch nicht, gegen die Legionärsbewegung vorzugehen. So nahm er am 30. November – dem zweiten Todestag Codreanus – in Legionärsuniform gemeinsam mit Sima und mehreren Gästen aus Deutschland an der als Staatsbegräbnis inszenierten Beisetzung Codreanus teil; dessen Leiche und die der 13 mit ihm Ermordeten wurden ins „Grüne Haus“ überführt. Am 1. Dezember löste Antonescu offiziell die „Legionäre Polizei“ auf, was jedoch in der Praxis keine Auswirkungen hatte, da sich die betroffenen Einheiten nicht entwaffnen ließen. Sima selbst – der die Morde und einige andere Gewalttaten offiziell verurteilte – vermittelte bereits in dieser Zeit seinen nichtlegionären Kabinettskollegen den Eindruck, seine Bewegung nicht unter Kontrolle zu haben. Er ließ sich nichtsdestoweniger als neuer Legionärsführer in den Personenkult um Codreanu einbeziehen.
Noch unter der Königsdiktatur war es zu Spannungen zwischen verschiedenen Gruppen von Legionären gekommen, die zum einen mit der Frage der Nachfolge Codreanus als Führer der Bewegung, zum anderen mit der politischen Ausrichtung zu tun hatten. Die meisten prominenten Mitglieder aus der Zeit Codreanus waren tot. Nach einigen Wirren gelang es Sima, sich als Führer durchzusetzen. Noveanu und die übrigen der Legion angehörigen Minister der Regierung Gigurtu waren aus der Bewegung ausgeschlossen worden. Am 6. September 1940 – dem Tag der Abdankung Carols II. – hatte sich Sima von einem von ihm selbst einberufenen „Legionären Forum“ zum Führer ernennen lassen. Die Auseinandersetzungen hörten damit jedoch nicht auf. In einem geheimen Bericht des ungarischen Gesandten in Bukarest hieß es Ende 1940, die Legion sei mehr oder weniger in drei Strömungen zerfallen: 1. eine pragmatische, wenig religiöse unter Sima; 2. eine Gruppe um die Familie Codreanus, speziell sein Vater und seine Brüder; 3. die „Moța-Marin“-Gruppe, die auf eine stärker mystisch-religiöse Orientierung hinarbeite. Diese Zersplitterung hatte auch damit zu tun, dass Sima über wesentlich weniger Autorität und Charisma verfügte als einst Corneliu Codreanu. Dessen Vater besetzte mit einer Gruppe von etwa 20 Gleichgesinnten am 12. November 1940 das „Grüne Haus“ (das Hauptquartier der Legionäre) in Bukarest, bezeichnete sich als „Vater des Kapitäns und dessen irdischen Repräsentanten“ und versuchte damit, die Führerschaft über die Legion zu erlangen. Das Vorhaben scheiterte; zwei der Eindringlinge wurden erschossen. Sima musste seine Anhänger davon abhalten, die Festgesetzten zu töten.

Das nationallegionäre Rumänien 1940 bis 1941
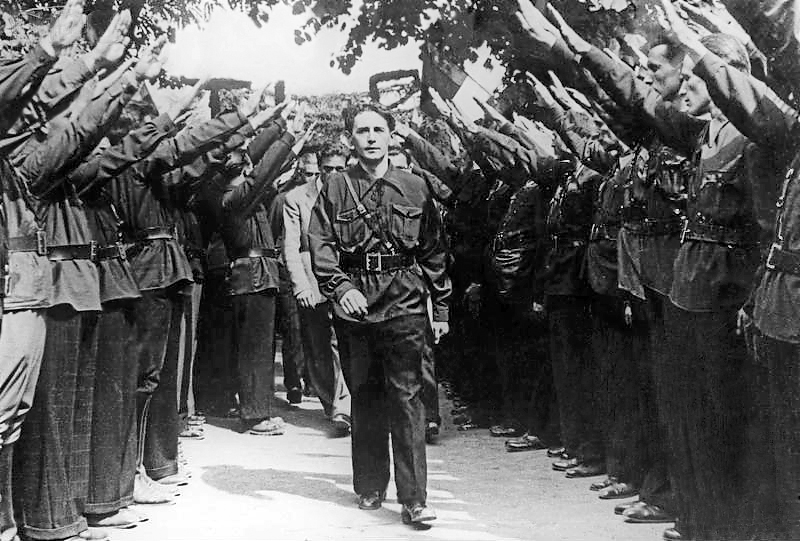
Parteiführer Sima mit Legionären in Bukarest (1940)
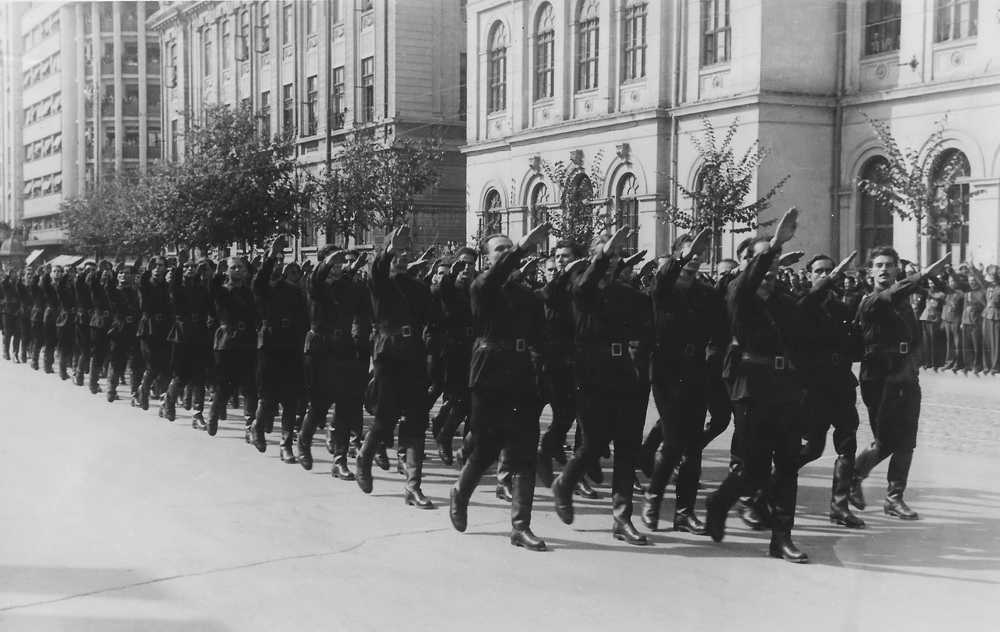
Parade von Legionären in Bukarest (1940)
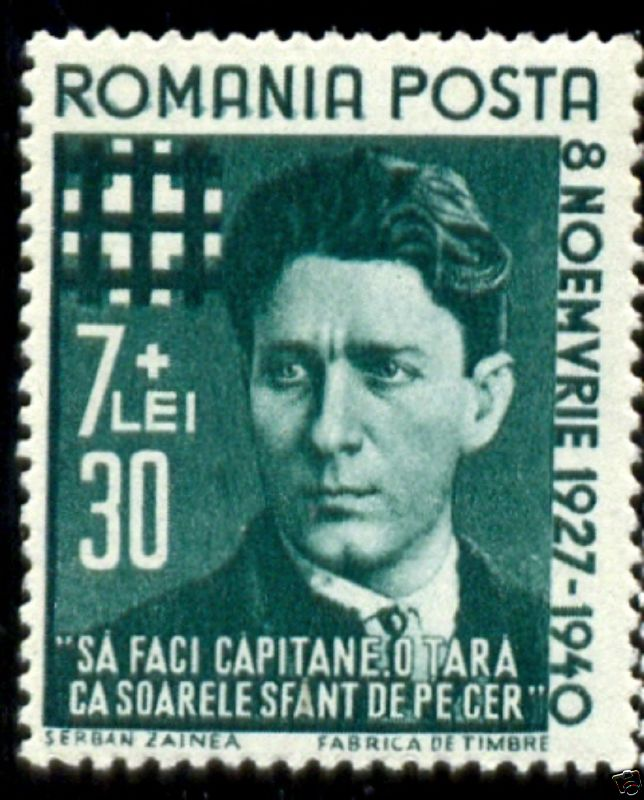
Briefmarke mit Codreanu-Portrait (1940)
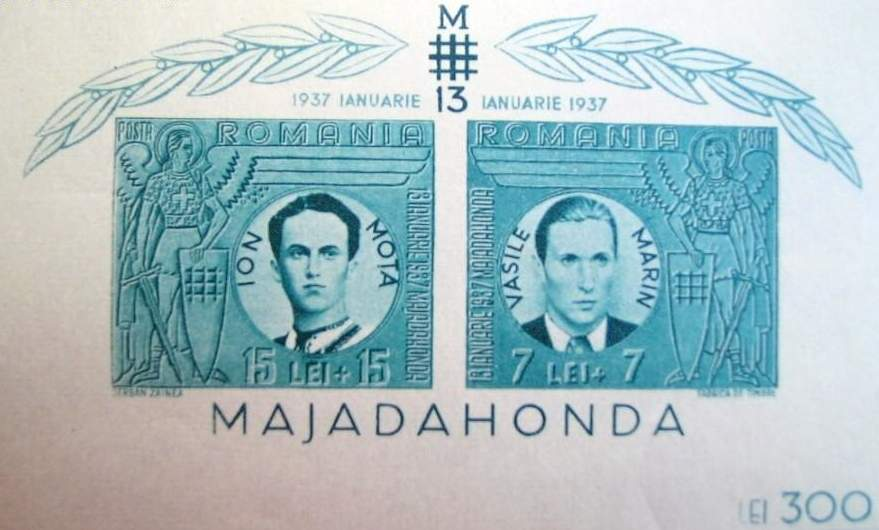
Postkarte des nationallegionären Rumänien (1941)
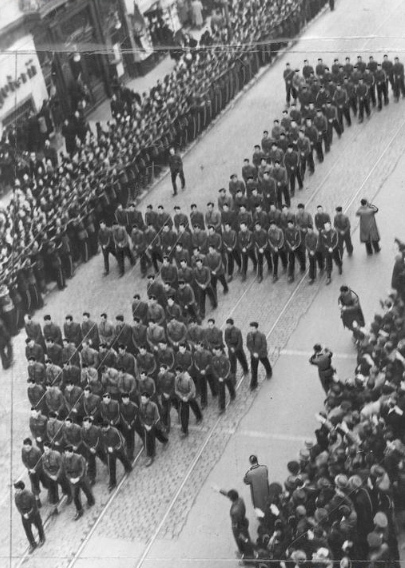
Aufmarsch rumänischer Legionäre (1940)
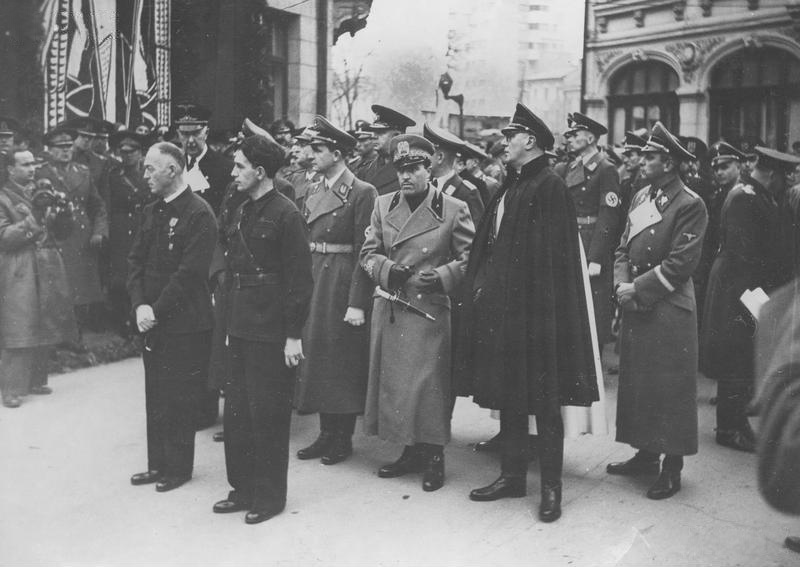
Antonescu und Sima mit Anhängern und Diplomaten bei der Gedenkveranstaltung
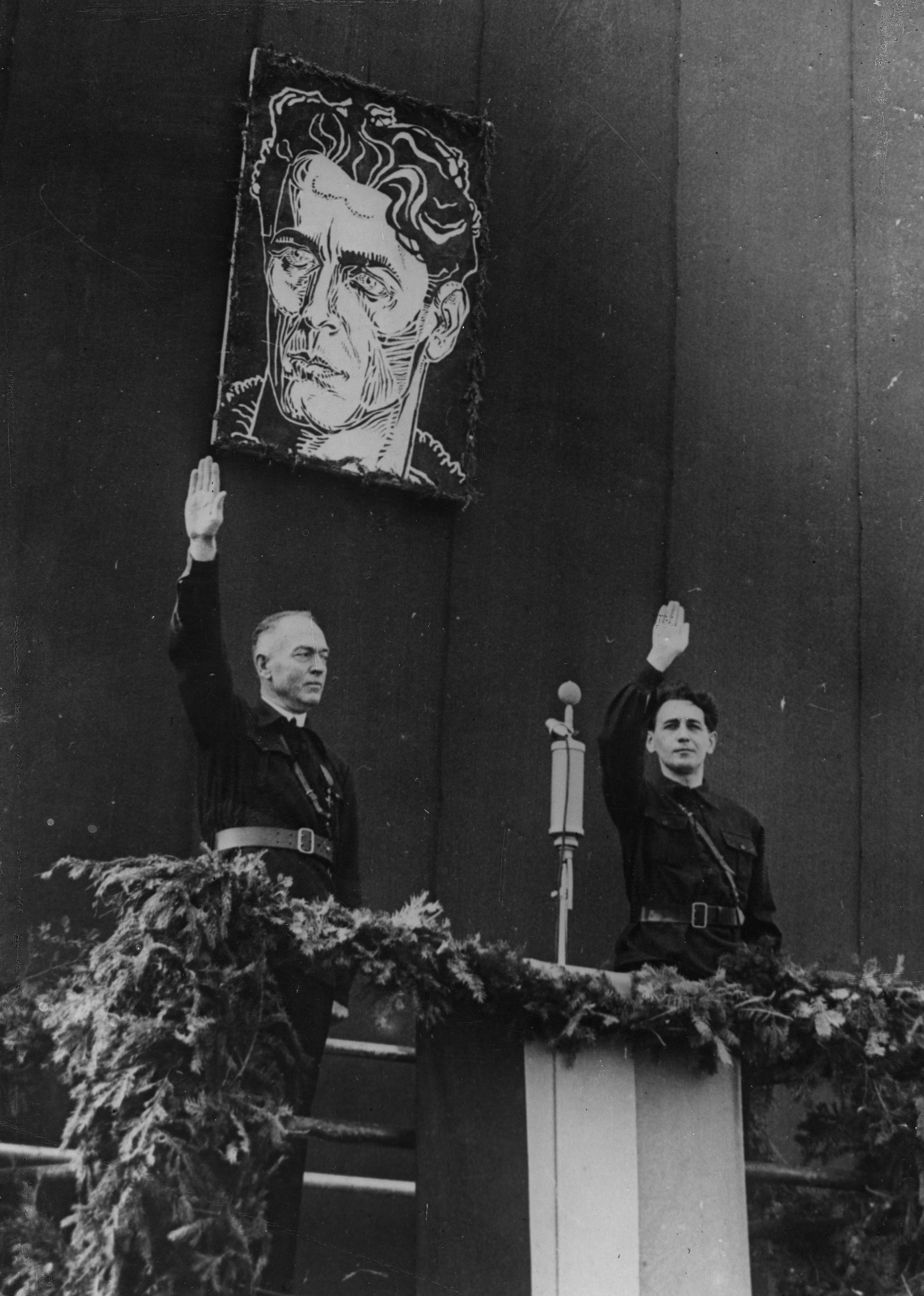
Antonescu und Sima bei einer Gedenkveranstaltung (1940)

Außenpolitisch band sich Rumänien immer enger an Deutschland und Italien an und trat am 22. November dem Dreimächtepakt bei. Schon am 10. Oktober 1940 trafen die ersten Stäbe der von Antonescu und Sima erbetenen deutschen Heeres- und Luftwaffenmission unter Leitung von General Erik Hansen ein. Zunächst sollten diese gemäß dem Zweiten Wiener Schiedsspruch das verbliebene Territorium Rumäniens garantieren; ab November begannen jedoch gleichzeitig auch die Vorbereitungen für das Unternehmen Barbarossa an der Südflanke.
Ausschlaggebend für die wachsenden Verstimmungen zwischen Antonescu und der Legionärsbewegung waren neben der unkontrollierten Gewalt zunehmende wirtschaftliche Schwierigkeiten. Diese wurden vor allem durch eine von den Legionären betriebene „Rumänisierung“ hervorgerufen. Diese bedeutete, dass jüdische Betriebe, Geschäfte und Banken einer Kommission unterstellt und von dieser (häufig inkompetent) geführt wurden. Auch bereicherten sich einige Legionäre bei dieser Gelegenheit für private Zwecke. Diese Maßnahmen führten zur Flucht vieler Juden und vor allem jüdischen Kapitals aus Rumänien, was wiederum eine schwere Wirtschaftskrise mit massivem Anstieg der Lebensmittelpreise auslöste. In Bukarest und Umgebung wurde diese Situation noch durch ein schweres Erdbeben am 10. November 1940 verschärft, dem in der Hauptstadt mindestens 75 Menschen zum Opfer fielen. Die anhaltende Unsicherheit und die Verschlechterung der Lebensumstände hatten die Legionäre in den Augen der meisten Rumänen innerhalb weniger Monate völlig diskreditiert. Auch die deutsche Gesandtschaft sah die von den Legionären verursachte Unruhe auf wirtschaftlichem Gebiet mit Unbehagen, war doch Rumänien aus deutscher Sicht in erster Linie die Rolle eines zuverlässigen Öl- und Getreidelieferanten zugedacht.
Wiederholt versuchte Sima, für die Eiserne Garde bzw. für die Legionäre Polizei ohne Wissen Antonescus Waffen zu beschaffen. Er arbeitete nun offenbar auf eine vollständige Machtübernahme durch die Eiserne Garde und damit auf die Ausschaltung Antonescus hin. Gegen Ende des Jahres 1940 tauchten Gerüchte auf, radikale Kräfte der Garde wollten den Jahreswechsel mit einer Art „Bartholomäusnacht“ begehen, um sich auf diese Art der kompletten alten politischen Elite zu entledigen. Sima verlor wesentlich an Rückhalt bei Hitler, als er sich Mitte Januar 1941 weigerte, ihn gemeinsam mit Antonescu zu besuchen. Antonescu gelang es dagegen, bei diesem Treffen Hitlers Vertrauen zu erringen. Hitler sah Antonescu als jenen Mann an, der in Rumänien am ehesten für Ruhe und Ordnung sorgen könne, was ihm wichtig war für den Zugriff auf die rumänischen Erdölvorräte sowie für den geplanten Feldzug gegen die Sowjetunion. Zudem wurden innerhalb der Legion (auch durch Sima selbst) Stimmen laut, die einer grundsätzlichen Umgestaltung der Wirtschaft das Wort redeten und den Kapitalismus ablehnten. Antonescu fiel es somit leicht, bei dem genannten Treffen mit Hitler am 14. Januar 1941 dessen Angst vor einer kommunistischen Unterwanderung der Eisernen Garde zu schüren. In diesem Gespräch deutete Hitler an, dass er Antonescu im Machtkampf mit Sima freie Hand lassen werde. Hitler – der im Hinblick auf seine Kriegsziele und auf seine wirtschaftlichen Interessen in erster Linie Ruhe in Rumänien wünschte – setzte von nun an ganz auf Antonescu und blieb auf dieser Linie bis zu dessen Sturz 1944.

#### Der Putsch gegen Antonescu – Pogrom in Bukarest (20.–23. Januar 1941)

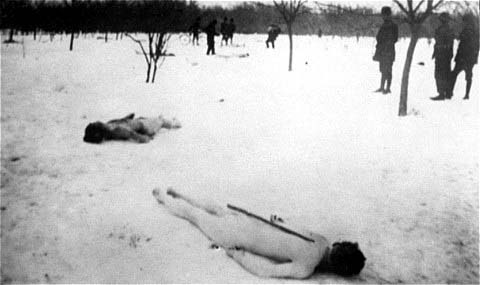
Von den Legionären 1941 ermordete rumänische Juden in Jilava

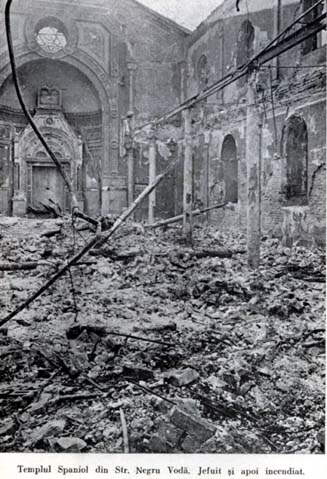
Sephardischer Tempel in Bukarest nach dem Pogrom

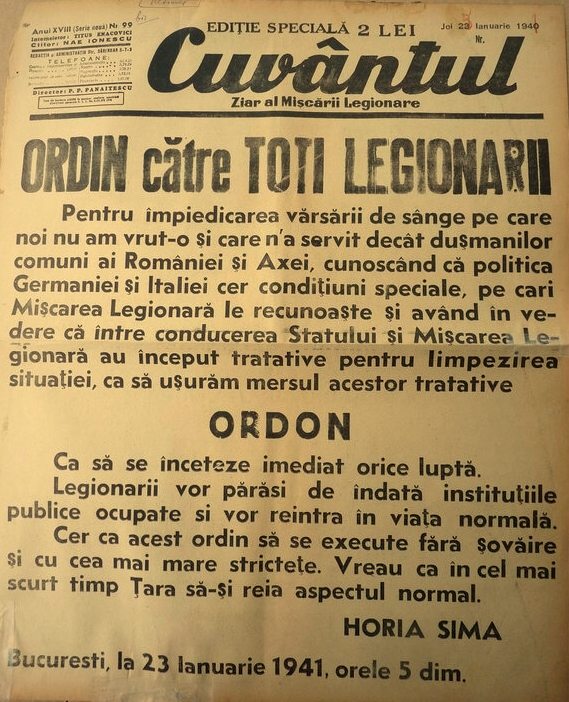
Horia Simas Befehl zur Einstellung der Kämpfe vom 23. Januar

Der Anlass für das Vorgehen Antonescus gegen die Legionäre war die in ihren Hintergründen ungeklärte Ermordung eines Majors der deutschen Militärmission in Rumänien am 19. Januar 1941. Tags darauf entließ Antonescu den der Legionärsbewegung nahestehenden Innenminister Constantin Petrovicescu, den Chef der Sicherheitspolizei, Alexandru Ghica, sowie sämtliche legionäre Präfekten. Petrovicescu und Ghica verbarrikadierten sich mit Legionären in ihren Dienststellen; es kam zu Straßenkämpfen mit Armeeeinheiten. Gruppen von Legionären besetzten Zeitungsredaktionen und Telefonzentralen. Über besetzte Radiosender riefen Legionäre die im Land befindlichen deutschen Truppen auf, ihnen zu helfen. Antonescu ordnete am 21. Januar einen 24-stündigen Waffenstillstand an, der jedoch nicht zustande kam. Sima übermittelte in der Nacht zum 22. Januar an Antonescu den Vorschlag einer Kabinettsliste mit ihm selbst als Ministerpräsidenten; Antonescu sollte Staatsführer und Armeechef bleiben. Letzterer lehnte ab. Am 22. Januar nahmen die Kämpfe an Schärfe zu. Gleichzeitig begannen in jüdischen Vierteln Bukarests Pogrome, Plünderungen und Brandschatzungen, denen offiziellen Angaben zufolge 150 Juden zum Opfer fielen; 28 davon wurden in einem Wald bei Jilava erschossen aufgefunden. Der deutsche Gesandte Wilhelm Fabricius versuchte, zwischen Antonescu und Sima zu vermitteln. Nachdem sich Antonescu telefonisch nochmals bei Hitler rückversichert hatte, griff er am Abend des 22. Januar hart durch. Panzer räumten die Straßenbarrikaden. Bei diesen Kämpfen starben nach offiziellen Angaben außer den jüdischen Pogromopfern 86 Zivilisten und 21 Militärangehörige. Während der Ereignisse patrouillierten einige deutsche Militäreinheiten durch die Straßen Bukarests, griffen aber nicht in die Kämpfe ein. In ihren Äußerungen sollten deutsche Offizielle jedoch für Antonescu Partei ergreifen und die Legionäre auffordern, sich diesem unterzuordnen. Auch Hitler stand unzweideutig auf der Seite Antonescus. In der deutschen Gesandtschaft in Bukarest wirkte in diesem Sinne vor allem Hermann Neubacher, der in Eigeninitiative einen Feuereinstellungsbefehl diktierte, welchen Sima am 23. Januar gegen 5 Uhr morgens unterzeichnete und damit zur Einstellung der Kämpfe aufforderte. Sima tauchte unter. Deutsche Offiziere vermittelten verschiedentlich vor Ort das Einstellen der Kampfhandlungen und sammelten die Waffen der Rebellen ein.
Am 15. Februar 1941 wurde der „Nationallegionäre Staat“ auch offiziell abgeschafft.
Etwa 300 Legionäre verließen das Land meist über Bulgarien nach Deutschland. Ein Teil davon wurde mit Zustimmung Antonescus an Deutschland „ausgeliefert“. Die aus Sicht des Staatsführers Hauptschuldigen am Putschversuch sollten jedoch verhaftet werden und mussten versuchen, auf eigene Faust außer Landes zu gelangen. Die Flüchtenden nahmen die Hilfe von sympathisierenden SD- und SS-Dienststellen in Rumänien in Anspruch. So versteckte der SD-Vertreter in Bukarest, Otto von Bolschwing, in seinem Haus neun führende Legionäre. Vielen der Gardisten gelang die Flucht in SS-Uniformen. Sima überschritt am 23. März 1942 mit Hilfe des SD die Grenze nach Bulgarien und wurde von dort am 8. April mit dem Flugzeug nach Deutschland gebracht.
Diejenigen Legionäre, die am Aufstand nicht teilgenommen hatten und die ihre Loyalität zu Antonescu bekundeten – u. a. Codreanus Vater Ion –, gingen straffrei aus. Sima versuchte im weiteren Verlauf, über eine Versöhnung mit Antonescu wieder Einfluss in Rumänien zu erlangen, was von Antonescu jedoch strikt zurückgewiesen wurde.
Etwa 9.000 Legionäre wurden inhaftiert. Am 15. Juni verurteilte ein Bukarester Gericht Sima und neun andere Legionärsführer in Abwesenheit zu lebenslanger Zwangsarbeit. Acht Angeklagte erhielten befristete Gefängnisstrafen, sieben wurden freigesprochen. Acht Legionäre wurden von einem Militärgericht zum Tode verurteilt und am 28. Juli 1941 hingerichtet, darunter Ștefan Zăvoianu, ein ehemaliger enger Gefährte Codreanus.
Unter Historikern ist umstritten, ob die Legionäre unter Sima einen Putsch von langer Hand planten oder lediglich auf die Entmachtung durch den gut vorbereiteten Antonescu zu reagieren versuchten. Einige Legionäre behaupteten später sogar, Geheimpolizisten in Legionärsuniformen hätten auf Soldaten geschossen, um militärische Auseinandersetzungen zu provozieren.

#### Internierung im Deutschen Reich (1941–1944)
Nach ihrer Ankunft in Deutschland im Frühjahr 1941 konnten sich die Legionsführer zunächst frei in Berlin bewegen. Als Antonescu davon erfuhr, forderte er die strikte Umsetzung vorher getroffener Abmachungen, wonach die Legionäre in Deutschland unter strenger Kontrolle zu halten seien. Auf deutscher Seite drängte insbesondere der Staatssekretär im Auswärtigen Amt, Ernst von Weizsäcker, auf die Erfüllung dieser Vereinbarungen.
Die geflohenen Gardisten mussten sich schriftlich verpflichten, auf jegliche politische Tätigkeit zu verzichten; anderenfalls würden sie nach Rumänien ausgeliefert. Die 14 obersten Legionärsführer wurden ab April 1941 im SS-Erholungsheim Berkenbrück in Brandenburg untergebracht; ihnen war offiziell untersagt, ohne Genehmigung das Dorf zu verlassen. Für die Überwachung der Gruppe in Berkenbrück war der Leiter der Gestapo in Frankfurt an der Oder, Reinhard Wolff, zuständig, der mit den Internierten Ausflüge in die Umgebung und zu Ausstellungen nach Berlin unternahm. Bald wurden die Ausgangs- und Überwachungsregeln jedoch verschärft, die Briefe zensiert. Die Anwesenheit von zwei Legionären, die in Rumänien mit Haftbefehl gesucht wurden (Valerian Trifa und Dumitru Groza), hielten die deutschen Behörden vor Antonescu geheim.
60 Legionäre niederen Ranges wurden in einer Gaststätte in Kritzmow untergebracht, von wo aus sie in der Rüstungsproduktion in Rostock beschäftigt wurden. Im Mai 1941 zog die Gruppe nach Rostock-Marienehe um. Sie wurde immer größer, da weiteren Legionären die Flucht aus Rumänien gelang und die Gestapo alle Gardisten, die in anderen deutschen Städten gestrandet waren, in Rostock konzentrierte. Im Dezember 1942 befanden sich schließlich 300 Legionäre in Rostock; für sie wurden 1942 bei den Heinkel-Flugzeugwerken (unbeheizte) Baracken errichtet. Ihre Vorgesetzten an den Arbeitsstellen waren mit ihrer Disziplin und ihrer Leistungsbereitschaft sehr zufrieden.
Die in Berkenbrück internierte Führungsgruppe versuchte, durch heimliche nächtliche Zugfahrten nach Berlin und dortige Kontakte zu rumänischen Studenten die Verbindung zu den Legionären in Rumänien aufrechtzuerhalten. Antonescu intervenierte deshalb wiederholt bei deutschen Stellen. Hitler und in dessen Auftrag der SS-Führer Himmler ordneten anschließend jeweils verschiedene Maßnahmen an, um den rumänischen Staatsführer zufrieden zu stellen.

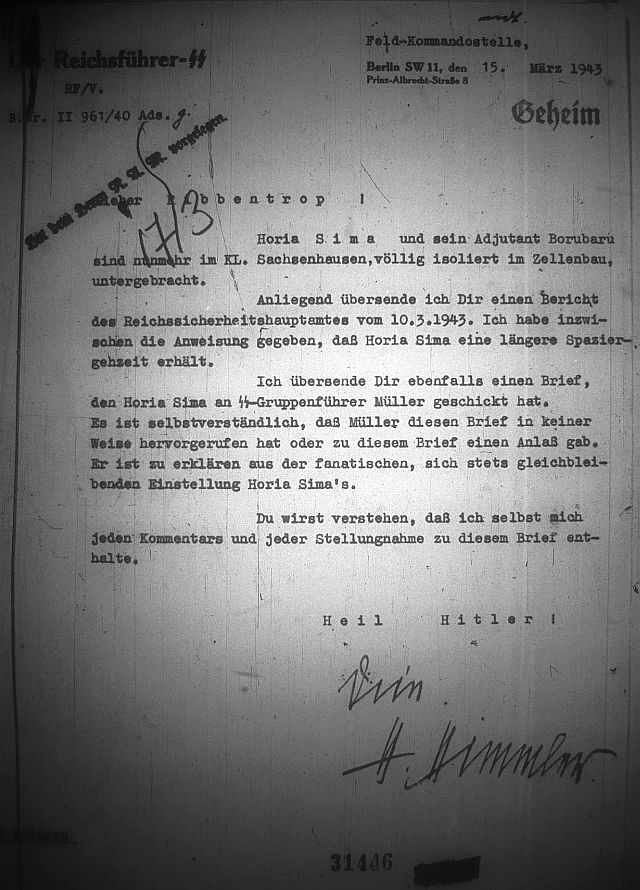
Brief von Himmler an Ribbentrop über die Unterbringung Horia Simas im KZ Sachsenhausen

Unzufrieden über seine erzwungene politische Untätigkeit, floh Sima am 15./16. Dezember 1942 heimlich mit einem Zug nach Rom, um Benito Mussolini zu bewegen, für ihn und seine Kampfgefährten ein gutes Wort bei Hitler einzulegen. Antonescu reagierte auf die Nachricht von Simas Flucht sehr ungehalten; er fürchtete einen erneuten Aufstand der Eisernen Garde. Auch Hitler war über dieses Ereignis, das seine Beziehungen zu Antonescu hätte stören können, sehr erzürnt und erwog laut Goebbels, Sima unmittelbar nach der Rückführung nach Deutschland hinrichten zu lassen, entschied sich schließlich jedoch dagegen. Das Reichsaußenministerium bat um Amtshilfe, und Mussolini entschied, dass Sima so „schnell wie möglich“ nach Deutschland zurück zu transportieren sei. Am 28. Dezember wurde er unter Bewachung mit einem Flugzeug nach Berlin gebracht, zwei Wochen lang in der Gestapo-Zentrale verhört und dann mit seinem Adjutanten in eine Villa auf dem Gelände des KZ Buchenwald eingewiesen. Schon nach dem Bekanntwerden der Flucht Simas waren am 23. Dezember die zwölf in Berkenbrück verbliebenen Personen und 130 der Legionäre aus Rostock in das KZ Buchenwald überstellt worden. Kontakte zwischen beiden Gruppen waren verboten.
Ende Januar 1943 ordnete Hitler endgültig an, dass alle „Gardisten unter scharfe Bewachung gestellt“ werden sollten. Die „Berkenbrücker Gruppe“ der Legionsführer wurde von Buchenwald in das KZ Dachau verlegt. 150 Legionäre verblieben in Rostock. Drei weibliche Legionäre kamen ins Konzentrationslager Ravensbrück. Horia Sima selbst und sein Adjutant wurden in den Einzelzellenbau des KZ Sachsenhausen verbracht. Für die 130 Personen der ursprünglich in Rostock, jetzt in Buchenwald lebenden Gruppe legte die SS ein „Sonderlager Buchenwald-Fichtenhain“ an, das im April 1943 bezogen wurde. Von den 150 zunächst in Rostock verbliebenen Legionären wurden im Januar 1944 90 weitere nach Fichtenhain verlegt, wo die Wohnverhältnisse sehr beengt wurden. Die von Hitler verlangte „scharfe Bewachung“ wurde jetzt in der Praxis auch umgesetzt. Alle in die KZ verbrachten Legionäre genossen als „Ehrenhäftlinge“ jedoch gegenüber den anderen Gefangenen eine Reihe von Privilegien: sie durften eigene Kleidung tragen und erhielten das gleiche Essen wie die SS-Wachmannschaften. Allerdings waren ihnen Kontakte nach außen untersagt.
Eine weitere Folge der Flucht war, dass es zur Spaltung unter den internierten Legionären kam: Ein Teil von ihnen machte Sima für die Verschlechterung ihrer Lage verantwortlich. Im Zuge seiner Flucht gab Sima formal die Führung der Legionärsbewegung an Vasile Iașinschi ab; er wurde jedoch vor allem von den niederrangigen und den in Rumänien verbliebenen Legionären weiter als Legionsführer betrachtet.

#### Legionäre in Rumänien unter der Diktatur Antonescus (1941–1944)
Nach der Entscheidung im Machtkampf im Januar 1941 beschloss die Führung der Eisernen Garde, alle Aktivitäten in Rumänien einzustellen. Die Polizei befürchtete jedoch Anschläge isolierter Zellen auf Antonescu. Dieser erklärte sich auf deutsche Empfehlung zunächst selbst zum Führer der Legion, was aber keine praktische Bedeutung erlangte, weil ihn die Legionäre nicht anerkannten. Dann bezeichnete sich ein Mann namens Gheorghe Policala mit Antonescus Erlaubnis zwei Wochen nach der Rebellion zum Chef der Eisernen Garde und schrieb Rundbriefe, in denen er Sima beschimpfte. Von den übrigen Legionären wurde er ignoriert. Bedeutsamer war eine Stellungnahme der Gruppe um Codreanus Vater, die Antonescu Treue schwor. Der von den meisten Legionären anerkannte Führer der Legion blieb der zur Wirkungslosigkeit verurteilte Sima; in Rumänien wurden im Untergrund der ehemalige Präfekt Iosif Costea und der Priester Vasile Boldeanu seine Vertreter. Beide wichen später gemeinsam mit anderen Legionären in den von der deutschen Wehrmacht besetzten serbischen Teil des Banat aus, wo sie in ethnisch rumänischen Dörfern Unterschlupf fanden.
Insgesamt befand sich die Bewegung jedoch in einem desolaten Zustand. Vielen Verurteilten wurde angeboten, sich zu „rehabilitieren“, indem sie sich bereit erklärten, an der Ostfront zu kämpfen. Ein großer Teil akzeptierte, andere lehnten ab und widmeten sich in Gefangenschaft religiösen Übungen. Zeitzeugen zufolge beteiligten sich Legionäre in größerer Anzahl am Pogrom von Iași und an der Ermordung von Juden in Transnistrien.
Viele der Legionäre, die in Freiheit blieben, versuchten sich mit dem Antonescu-Regime zu arrangieren. Einige erhielten relativ hochrangige Posten, z. B. der Historiker Petre Panaitescu oder der Priester und Spanien-Veteran Ion Dumitrescu-Borșa.
Eine Verschärfung der Situation ergab sich für die in Rumänien verbliebenen Legionäre, als die Flucht Simas nach Italien bekannt wurde. Mehrere hundert Gardisten wurden festgenommen und in einem Sonderlager in Târgu Jiu interniert.

#### Exilregierung unter Sima (August 1944 – Mai 1945)
Die Legionäre waren von Hitler und der Reichsregierung offenbar seit ihrer Ankunft in Deutschland als „Trumpf“ angesehen worden, sollte es in Rumänien zu unvorhergesehenen innenpolitischen Entwicklungen kommen. Diese traten am 23. August 1944 ein: Staatschef Antonescu wurde durch den Königlichen Staatsstreich gestürzt. In der Folge erklärte Rumänien dem bis dahin verbündeten Deutschen Reich den Krieg.
Schon am 24. August durfte Sima das KZ Sachsenhausen verlassen, wurde tags darauf im Führerhauptquartier in Ostpreußen von Himmler empfangen und erklärte sich bereit, die Führung einer „Nationalen Rumänischen Regierung“ zu übernehmen und an der Seite Deutschlands gegen den Bolschewismus weiterzukämpfen. Zwei Tage später wurde im Sender „Radio Donau“ – der in den Balkanstaaten zu empfangen war – eine Proklamation Simas verlesen; weitere Aufrufe folgten. Am 28. August bezog Sima mit einigen Vertrauten das Hotel Imperial in Wien, das bis Februar 1945 der Sitz der Nationalen Rumänischen Regierung blieb. Auch die in Buchenwald und Dachau internierten Legionäre durften die KZ am 25. bzw. am 30. August verlassen; zuvor kamen bei einem alliierten Luftangriff am 24. August in Buchenwald-Fichtenhain jedoch noch fünf Legionäre ums Leben, etwa 40 wurden verwundet.
Die nächsten Wochen verbrachte Sima vor allem mit der Suche nach geeigneten Personen für seine Regierung, die sich am 10. Dezember 1944 in Wien konstituierte und die aus Legionären und ihren Sympathisanten bestand. Inzwischen war jedoch das gesamte Territorium Rumäniens von der Roten Armee besetzt, so dass diese Regierung im Wesentlichen nur noch propagandistisch tätig werden konnte.
Praktische Wirksamkeit entwickelten jedoch die Bemühungen, mit denen Partisanen-Aktivitäten organisiert wurden – die weitgehend erfolglos blieben –, sowie die Aufstellung einer „Nationalarmee“. Hierfür warb Sima vor allem im Kriegsgefangenenlager Kaisersteinbruch in Niederösterreich, wo die seit dem 23. August 1944 auf sowjetischer Seite kämpfenden gefangenen rumänischen Soldaten unter katastrophalen Bedingungen untergebracht waren. Außerdem bekam im Herbst 1944 die legionäre Exilgemeinde in Deutschland erheblichen Zuwachs durch Legionäre, die aus der rumänischen Armee oder dem Land in Richtung Westen flüchteten. Die Ausbildung der rumänischen Freiwilligenverbände erfolgte auf dem Truppenübungsplatz Döllersheim. Bis Ende 1944 bestand die im Aufbau befindliche rumänische Division aus etwa 4.000 Freiwilligen; weitere 3.000 standen in Aussicht. Die Rumänische Nationalarmee wurde unter dem formalen Vorsitz des Kriegsministers der Nationalregierung, General Platon Chirnoagă, gegründet; die Einheiten kämpften jedoch im Rahmen der deutschen Wehrmacht und wurden außer auf Sima auch auf Hitler vereidigt. Im Februar 1945 wurde ein Regiment mit etwa 3.000 rumänischen Soldaten nach Schwedt verlegt. Im April lief ein Teil davon zur Roten Armee über, was eine Säuberung mit der Suche nach unzuverlässigen Elementen nach sich zog; ein Bataillon wurde zum Arbeitseinsatz abkommandiert. Ein weiteres Regiment blieb an der Front, geriet in Kämpfe mit der Roten Armee und später nach Rückzugsgefechten am 3. Mai bei Ludwigslust in amerikanische, später englische Gefangenschaft. Im Frühjahr 1946 wurden die Gefangenen entlassen. 8.000 Rumänen in Döllersheim zogen sich beim Vorrücken der Roten Armee nach Westen zurück und wurden von Amerikanern gefangen genommen. Die Deutschen setzten Legionäre auch mit Fallschirmen über Rumänien aus, um dort Informationen zu sammeln und um lokal Widerstand gegen die Rote Armee zu organisieren. Diese Aktionen waren schlecht geplant; die meisten Fallschirmspringer wurden kurz nach der Landung festgenommen.
Simas Regierung zog am 19. Februar 1945 von Wien nach Altaussee (Steiermark) in das „Hotel am See“, kurze Zeit später in Privathäuser um. Nach dem Selbstmord Hitlers am 30. April wies Sima seine Mitarbeiter an, zu versuchen, sich in kleinen Gruppen in Sicherheit zu bringen. Er selbst und sechs weitere Legionäre schlossen sich einer Werwolf-Gruppe unter Führung von Adolf Eichmann in der Nähe von Altaussee an. Nachdem Eichmann sie einige Tage später von ihrem Eid entbunden hatte, floh Sima mit einem gefälschten Pass unter dem Namen „Josef Weber“ und gemeinsam mit seinen sechs Kameraden nach Westdeutschland.

### Nach dem Zweiten Weltkrieg

#### Legionäre im kommunistischen Rumänien (1944–1989)
Nach der Besetzung Rumäniens durch die Rote Armee wurde die Tätigkeit für verbotene Organisationen – so auch die Legionärsbewegung – mit Gefängnisstrafen zwischen 10 und 25 Jahren bedroht. Unter diesem Vorwurf wurden zwischen 10. Oktober und 2. November 1944 972 Personen festgenommen. Trotzdem entwickelten sich im Geheimen neue Strukturen. Die meisten (ehemaligen) Legionäre versuchten jedoch, sich mit den neuen Gegebenheiten zu arrangieren. Das Innenministerium zählte im November 1945 15.538 Legionäre, die nunmehr Mitglied in den (noch) legalen Parteien waren, darunter 2.258 in der Kommunistischen Partei Rumäniens. Die Intention der letztgenannten ist im Einzelnen unklar, da Horia Sima vom Exil aus am 16. Februar 1945 zur Infiltration der Kommunistischen Partei aufgerufen hatte. Ein enger Freund Simas, Nicolae Pătrașcu, der im März 1945 mit dem Fallschirm in Rumänien abgesprungen war, forderte die Sima-treuen Legionäre auf, jeden Widerstand einzustellen. Er handelte sogar mit der von Petru Groza geführten prokommunistischen Regierung eine Art „Neutralitätspakt“ aus. Die Regierung entließ einige Legionäre, die seit 1941 in Gefängnissen gesessen hatten. 340 Gardisten, die mit ihrer Vergangenheit abschließen wollten, stellte sie Ausweispapiere mit einer neuen Identität aus. Andere Legionäre entschieden sich für eine Laufbahn als Priester, Mönche oder Nonnen, wo sie meinten, am ehesten eine Legionär-artige Spiritualität leben zu können. Einige wenige schließlich versuchten, sich bewaffneten Widerstandsgruppen anzuschließen, die jedoch kaum nennenswerte Erfolge erzielten. Als letzte Gruppe konnte sich die von Ion Gavrilă Ogoranu bis 1956 im Făgăraș-Gebirge halten. 1949 wurden durch NATO-Flugzeuge 13 im Exil lebende Legionäre über Rumänien mit dem Fallschirm abgesetzt; alle wurden verhaftet und hingerichtet.
Nach der endgültigen kommunistischen Machtübernahme im Dezember 1947 begann im Mai 1948 eine neue Verfolgungswelle. In dieser Zeit verhafteten die Machthaber jeden ehemaligen Legionär, unabhängig davon, ob er noch politisch aktiv war oder nicht. Die Legionärsbewegung war aus Sicht der Kommunisten zumindest rhetorisch der ideologische Hauptfeind. Im Januar 1949 befanden sich 4.782 Legionäre in kommunistischen Gefängnissen, im Jahr 1959 noch 3.900, was 22 % der politischen Gefangenen entsprach. Der Vorwurf (ehemaliger) legionärer Tätigkeit war in jener Zeit ein häufiger Vorwurf an missliebige orthodoxe Priester. Die namhafteren Legionäre, die in Rumänien verblieben waren, hatten jahrelange Lagerhaft zu erdulden, später Verbannung und soziale Marginalisierung.
Die Bedingungen in den Gefängnissen waren im internationalen Vergleich sehr schwer. Neben den üblichen Entbehrungen des Gefängnisalltages wurden die gefangenen Legionäre kampagnenartig „Umerziehungsmaßnahmen“ unterzogen, am drastischsten im sogenannten „Pitești-Experiment“. Viele Legionäre starben im Gefängnis. Diejenigen, die überlebten, waren häufig physisch, mental und emotional traumatisiert. 1964 erließ die kommunistische Regierung eine Generalamnestie für politische Gefangene.
Nach Stabilisierung der kommunistischen Herrschaft wurde die Legionärsbewegung weitgehend tabuisiert. Codreanu, Sima und ihre Gefolgschaft wurden als Lakaien Hitlers dargestellt, mit denen „echte Rumänen“ nichts zu schaffen gehabt hätten. Allerdings stützte sich die nationalistische Wende der kommunistischen Partei Mitte der 1960er Jahre auch auf legionäre Denkmuster. Die engsten Verwandten Codreanus, die in Rumänien lebten, begrüßten sie.

#### Legionäre im westlichen Exil (1945–1989)
Mit der vorrückenden Roten Armee löste sich Simas Exilregierung auf; ihre Mitglieder und andere Anhänger der Eisernen Garde flohen in verschiedene Länder in Westeuropa, Nord- und Südamerika. 1946 wurde Sima in Bukarest in Abwesenheit zum Tode verurteilt.
Im Exil setzten sich die bereits zuvor schwelenden Machtkämpfe unter den Legionären fort. Ein Teil von ihnen warf Sima vor, 1938 die wichtigsten Führer der Legion an die Polizei verraten zu haben, um selbst die Führung zu übernehmen. Zusätzlich hätte er durch die Terrorwelle im November 1938 bewusst Codreanus Ermordung herbeigeführt und durch die Ermordung Călinescus im September 1939 die Auslöschung der gesamten Führungsschicht ausgelöst. Auf einem Treffen der Legionäre in Erding im August 1954 erreichten diese Auseinandersetzungen ihren Höhepunkt.
Sima und seine Anhänger versuchten, ihre Bewegung neu zu interpretieren, indem sie den früher sinnstiftenden Antisemitismus negierten; der Antikommunismus rückte in den Vordergrund. Sie stellten die Eiserne Garde als spirituelle Bewegung dar, deren Ziel die Bekämpfung des Kommunismus gewesen sei. Sima arbeitete 1951 mit dem amerikanischen sowie mit dem französischen Geheimdienst zusammen. Er lebte unbehelligt in Madrid, bis er 1993 im Alter von 87 Jahren starb.
Es entstand eine umfangreiche Exilliteratur, die vor allem Memoiren von Legionären und Erlebnisse in kommunistischen Gefängnissen beinhaltete. Mit Spenden von Sympathisanten aus vielen Ländern errichteten in Spanien lebende Legionäre in Majadahonda ein Monument für Ion Moța und Vasile Marin an der Stelle, wo sie 1937 gefallen waren. Damit schufen sie eine Pilgerstätte für frühere Legionäre.
Daneben stritten sich die Legionäre mit den Angehörigen anderer Exilgruppen, vor allem denen der Bauern- und der Nationalliberalen Partei. Letztere ignorierten weitgehend die Bemühungen der Legionäre um Sima um Einfluss auf das rumänische Programm beim Sender Freies Europa. Dagegen gelang es den Legionären, wesentlich die Rumänisch-Orthodoxe Kirche außerhalb Rumäniens zu prägen. So führte die Tätigkeit von Valerian Trifa als Bischof in den USA vorübergehend zu einem Schisma (1950–1966) innerhalb der Kirche.

#### Im postkommunistischen Rumänien (seit 1989)
Nach der Revolution 1989 traten viele Legionäre wieder öffentlich auf. Es bildeten sich einige miteinander rivalisierende Gruppen, die die Nachfolge der Legionärsbewegung für sich beanspruchten. Hierzu gehört die militante Organisation Noua Dreaptă, (Neue Rechte) mit Claudiu Mihuțiu als ehemaligem Generalsekretär an der Spitze. Sie wurde anlässlich des 100. Geburtstages von Codreanu am 13. September 1999 ins Leben gerufen. Mihuțiu unterhielt enge Beziehungen zur NPD. Die Mitglieder der Noua Dreaptă rekrutieren sich vorwiegend aus der Studentenschaft. Die „Zeugen eines nationalen Erwachens“ befolgen strenge Regeln wie beispielsweise die Pflicht des sonntäglichen Kirchgangs. Die militant homosexuellenfeindliche Truppe beschimpft Schwule als „Schande für das rumänische Volk“, fordert eine „Lösung des Zigeunerproblems“, agitiert anti-amerikanisch und betreibt Kampagnen gegen Abtreibung. Sie ist Mitglied der Europäischen Nationalen Front (ENF), die im Januar 2003 auf einer Versammlung der spanischen Falange gegründet wurde. Der ENF gehören verschiedene rechtsextreme Gruppierungen und Parteien aus West- und Osteuropa an, die versuchen wollen, auf europäischer Ebene die „nationalen“ europäischen Kräfte zu vereinigen und für „elementare Grundsätze“ einzutreten. Zu diesen Grundsätzen gehören die Schaffung eines „Europas der Vaterländer“ und die „Verhinderung des EU-Beitritts von Israel und der Türkei“. Als ideologisches Vorbild dient unter anderem Codreanu.
Größere politische Bedeutung erlangten die Noua Dreaptă und andere Gruppen nie, auch nicht jene, die versuchten, die Tradition der Arbeitslager wiederzubeleben oder Pilgerfahrten zu Gedenkorten unternahmen. Ehemals verbotene Schriften wurden wieder herausgegeben, zahlreiche Memoiren veröffentlicht. Längere Zeit blieb die Forschung über die Zeit der Legionärsbewegung in den Händen des Umfelds der extremistischen Großrumänienpartei. Eine ernsthafte Debatte über ihre Stellung in der Geschichte Rumäniens ist bisher nicht erfolgt.

## Wichtige Mitglieder der Legionärsbewegung
- Corneliu Zelea Codreanu (1899–1938), Gründer der Bewegung (1927) und Führer bis zum Tod
- Horia Sima (1906–1993), Führer der Bewegung 1940/41
- Alexandru (Alecu) Cantacuzino (1901–1939), legionärer Doktrinär, Führer im Untergrund 1938
- Gheorge Cantacuzino-Grănicerul (1869–1937), General, ab 1935 Vorsitzender der Partei „Totul pentru Țară“
- Ion Dumitrescu-Borșa (1899–1981), Priester, Spanienkämpfer auf Seiten Francos, Generalsekretär von „Totul pentru Țară“
- Ilie Gârneață (1898–1971), Mitbegründer der Bewegung und enger Vertrauter Codreanus
- Vasile Iașinschi (1892–1978), Minister in der Regierung Antonescu (1940), mitverantwortlich für das Pogrom in Bukarest 1941
- Vasile Marin (1904–1937), legionärer Doktinär, Legionsführer in Bukarest, gefallen im Spanischen Bürgerkrieg
- Radu Mironovici (1899–1979), Mitbegründer der Bewegung und enger Vertrauter Codreanus
- Ion Moța (1902–1937), Mitbegründer der Bewegung, Schwager Codreanus, führender legionärer Doktrinär, gefallen im Spanischen Bürgerkrieg
- Nicoleta Nicolescu (1911–1939), Führerin der legionären Frauenbewegung
- Vasile Noveanu (1904–1992), Minister in der Regierung Gigurtu (1940) und zeitweise Gegenspieler Simas
- Mihail Polihroniade (1906–1939), Propagandist der Legionärsbewegung
- Mihai Stelescu (1907–1936), legionärer Führer, ab 1934 in Dissidenz zu Codreanu, von dessen Anhängern ermordet

### Monographien
- Oliver Jens Schmitt: Căpitan Codreanu. Aufstieg und Fall des rumänischen Faschistenführers. Paul Zsolnay Verlag. Wien 2016. ISBN 978-3-552-05803-3.
- William Totok: Între mit şi bagatelizare. Despre reconsiderarea critică a trecutului, Ion Gavrilă Ogoranu şi rezistenţa armată anticomunistă din România. Iaşi, 2016 (zusammen mit Elena-Irina Macovei), deutsch: „Zwischen Mythos und Verharmlosung. Über die kritische Vergangenheitsbewältigung, Ion Gavrilă Ogoranu und den bewaffneten, antikommunistischen Widerstand in Rumänien“.
- Roland Clark: European Fascists and Local Activists. Romania’s Legion of the Archangel Michael (1922–1938). Pennsylvania State University Press, Pittsburgh 2012.
- Radu Harald Dinu: Faschismus, Religion und Gewalt in Südosteuropa : Die Legion Erzengel Michael und die Ustaša im historischen Vergleich. Harrassowitz Verlag, Wiesbaden 2013, ISBN 978-3-447-10002-1.
- Armin Heinen: Die Legion „Erzengel Michael“ in Rumänien : Soziale Bewegung und politische Organisation : Ein Beitrag zum Problem des internationalen Faschismus. München 1986, ISBN 3-486-53101-8 (Rumänischsprachige Ausgabe: Bukarest 1997).
- Armin Heinen, Oliver Jens Schmitt (Hrsg.): Inszenierte Gegenmacht von Rechts. Die „Legion Erzengel Michael“ in Rumänien 1918–1938. Oldenbourg Wissenschaftsverlag, 2013.
- Ewald Hibbeln: Codreanu und die Eiserne Garde (= Schriften der J.G. Herder-Bibliothek Siegerland e. V. Band 13). Selbstverlag der J.-G.-Herder-Bibliothek Siegerland, Siegen 1984.
- Andreas Hillgruber: Hitler, König Carol und Marschall Antonescu: die deutsch-rumänischen Beziehungen, 1938–1944. Band 5 von Institut für Europäische Geschichte Mainz, F. Steiner Verlag, Wiesbaden 1965, 382 S.
- Radu Ioanid: The Sword of the Archangel : Fascist Ideology in Romania. East European Monographs, Boulder/CO 1990, ISBN 0-88033-189-5.
- Gerhard Köpernik: Faschisten im KZ. Rumäniens Eiserne Garde und das Dritte Reich. (= Forum: Rumänien, Band 20), Frank & Timme, Berlin 2014, ISBN 978-3-7329-0089-3.[379]
- Irina Livezeanu: Cultural politics in Greater Romania : Regionalism, Nation-Building, and Ethnic Struggle : 1918–1930. Ithaca 1995, ISBN 0-8014-2445-3.
- Illarion Țiu: The Legionary Movement After Corneliu Codreanu: From the Dictatorship of King Carol II to the Communist Regime (February 1938–August 1944). Ausgabe 760 von East European Monographs. East European Monographs, 2009. ISBN 0-88033-659-5, 281 S., in englischer Sprache.
- Traian Sandu: Un fascisme roumain. Histoire de la Garde de fer. Librairie Académique Perrin, Paris 2014, ISBN 978-2-262-03347-7. [französisch]
- Francisco Veiga: La mística del ultranacionalismo: Historia de la Guardia de Hiero: Rumania 1919–1941. Univ. Autònoma de Barcelona, Bellaterra (Barcelona) 1989, ISBN 84-7488-497-7. [spanisch]

### Beiträge aus Sammelwerken
- Martin Broszat: Die Eiserne Garde und das Dritte Reich. In: Politische Studien, Heft 101, 9. Jahrgang, München 1958.
- Radu Harald Dinu: Faschistische Gewalt „von unten“. Rumänien 1940–1941. In: Mihai-D. Grigore, Radu Harald Dinu, Marc Živjonović (Hrsg.): Herrschaft in Südosteuropa. Kultur- und sozialwissenschaftliche Perspektiven. V&R unipress, Göttingen 2012, ISBN 978-3-89971-871-3, S. 177–194.
- Mariana Hausleitner: Antisemitismus in Rumänien vor 1945. In: Hermann Graml u. a. (Hrsg.): Vorurteil und Rassenhass : Antisemitismus in den faschistischen Bewegungen Europas. Berlin 2001, S. 169–178.
- Armin Heinen, Oliver Jens Schmitt (Hrsg.): Inszenierte Gegenmacht von rechts : die „Legion Erzengel Michael“ in Rumänien 1918–1938 (= Südosteuropäische Arbeiten. Band 150). Oldenbourg, München 2013, ISBN 978-3-486-72291-8.
- Alexander von Randa: Lebende Kreuze. Colecţia Europa, München 1979 (Deutsche Übersetzung einzelner Kapitel und Abschnitte aus legionären Kampfschriften).
- William Totok: Pentru legionari (Rumänien, 1936), in: Handbuch des Antisemitismus. Judenfeindschaft in Geschichte und Gegenwart, Publikationen. Band 6, herausgegeben von Wolfgang Benz, De Gruyter Saur, Berlin/Boston 2013, S. 530–531.